# Cartones de Goya

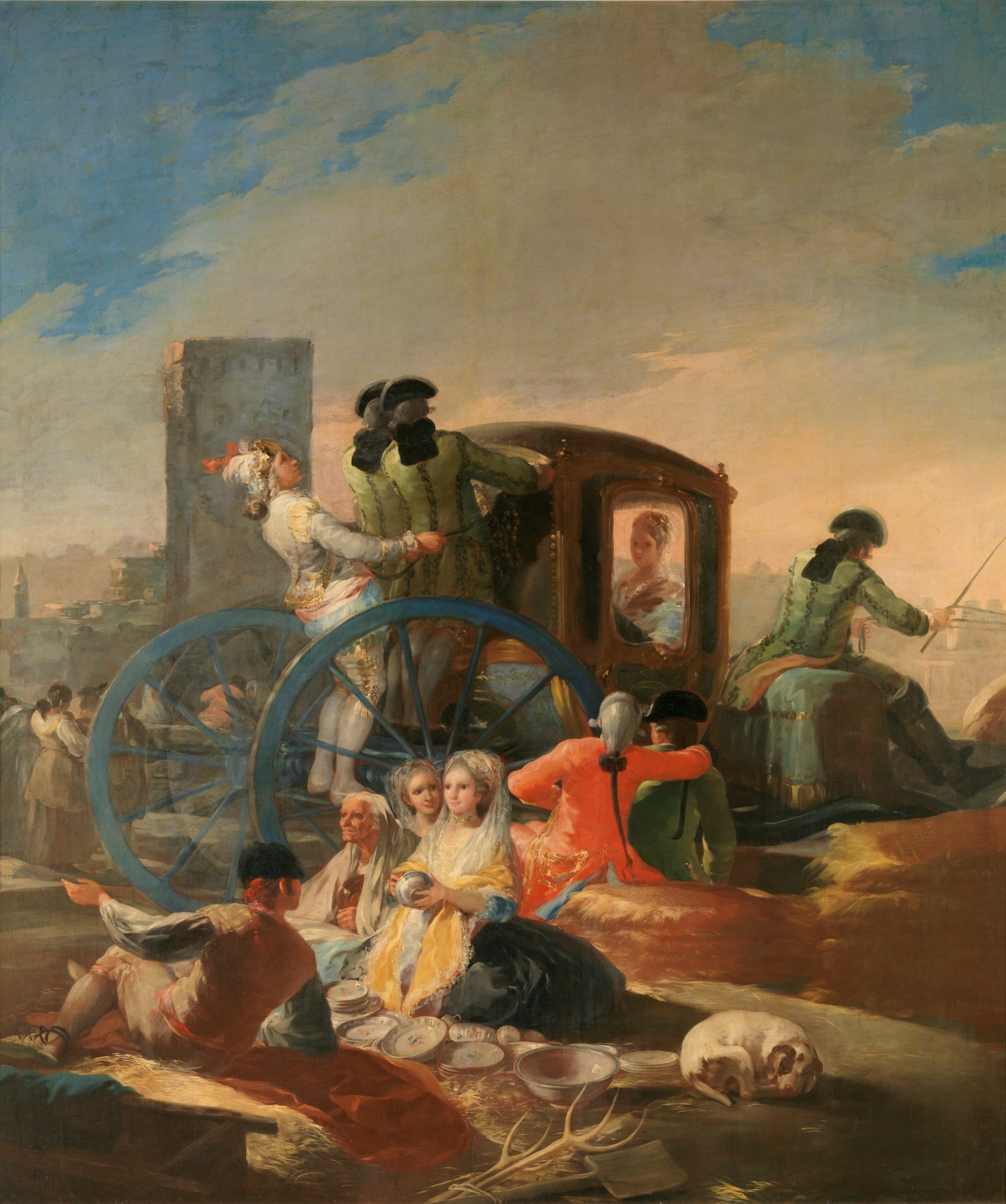
El cacharrero.

Los Cartones de Goya son un conjunto de obras pintadas por Francisco de Goya entre 1775 y 1792 para la Real Fábrica de Tapices de Santa Bárbara. Si bien no son los únicos cartones para tapices que se hicieron en la Real Fábrica (otros pintores de esta factoría fueron Mariano Salvador Maella, Antonio González Velázquez, José Camarón y José del Castillo), sí son los más conocidos y a los que la historia del arte ha otorgado el apelativo «cartones para tapices» por antonomasia. En su mayoría representan temas bucólicos, cinegéticos, rurales y populares. Se ceñían estrictamente al gusto del rey Carlos III y de los príncipes Carlos de Borbón y María Luisa de Parma, y eran supervisados por otros artistas de la factoría como Maella y los Bayeu.
Luego de una fructífera carrera en su natal Aragón, el reputadísimo pintor de la corte Francisco Bayeu consigue que su cuñado vaya a Madrid para trabajar en las obras de decoración para los reales palacios. Para entonces, Anton Raphael Mengs es el artista más destacado de la corte tras la muerte en 1770 de Tiépolo. Será este empleo en la corte lo que más satisfará la ambición del aragonés, y lo que a la larga le convertirá en el artista de moda para la clase pudiente de Madrid. Entre 1780 y 1786 deja este encargo para emplear su tiempo como artista en otras actividades particulares.
Los cartones para tapices están estructurados en siete series, cada una con diferente número de obras y temática. Un rasgo común a todas ellas es la presencia de asuntos campestres y de diversión popular. Solo la primera muestra temas relativos a la caza.
Una vez terminados, los cartones se tejían en tapiz y se ubicaban en la pieza a la que se les destinaba en los palacetes reales. La mayor parte de la obra se encuentra resguardada en el Museo del Prado, aunque existen algunos cartones en pinacotecas de otras naciones.
En 1858 pasaron al sótano del Palacio Real de Madrid, donde algunos fueron hurtados en 1870. Ese año Gregorio Cruzada se dio a la tarea de catalogarlos y mostrarlos al público en el Museo del Prado. Aparecieron por primera vez en el catálogo oficial de la institución en 1876. Sin embargo, algunos pequeños modellos (pintados por Goya para la aprobación de los temas) se hallaban en manos de los duques de Osuna, cuyos descendientes los subastaron en 1896. En esa subasta algunas pinturas fueron compradas por el Prado y otras por coleccionistas como Pedro Fernández Durán y José Lázaro Galdiano, permaneciendo en España.
Goya puede crecer como artista y elevar su condición social a través de estas piezas, que le convierten en un cotizado pintor para los altos círculos matritenses. En 1789 obtiene el cargo de Pintor de Cámara de Carlos IV —el antaño Príncipe— y años atrás fue admitido por la Academia de San Fernando.

## Contexto

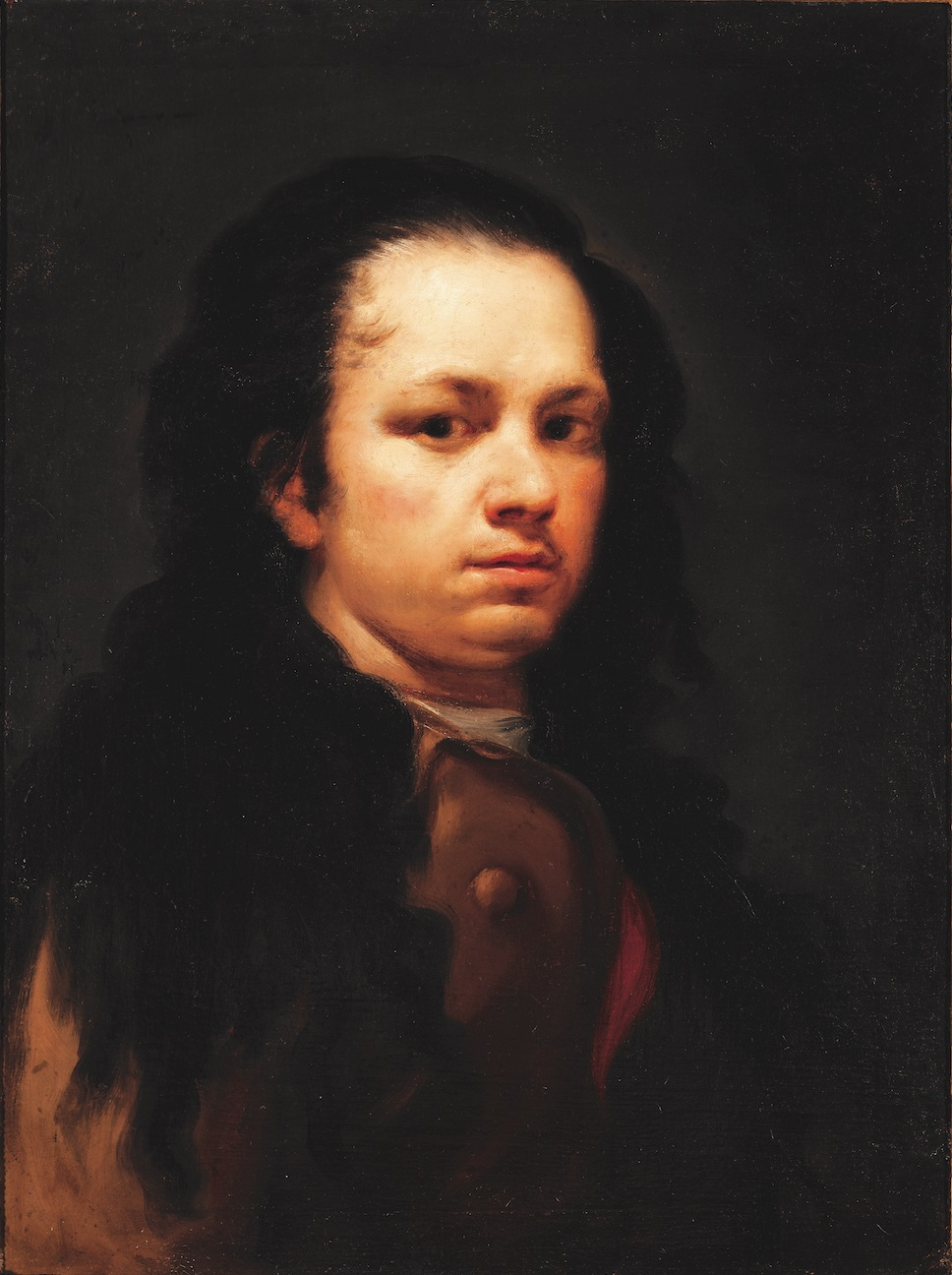
Autorretrato de Goya hacia 1773, poco antes de emprender la primera serie de cartones.

### El artista
Corre el año de 1774 y Goya cuenta con veintiocho años de edad, al sufrir la reciente muerte de su padre Javier Nieto. Nacido en Fuendetodos, pueblo cercano a la capital aragonesa, una de sus máximas ambiciones será establecerse en Madrid, la capital del reino, una ciudad que se moderniza a pasos agigantados gracias al empeño de los Borbones —dinastía que, a pesar de contar con solo 70 años en el poder, ya se ha consolidado por completo—.
Dos veces ha intentado Goya ser admitido en la Real Academia de Bellas Artes de San Fernando, pero en ambas ocasiones los cuadros que adjuntó a su solicitud son rechazados. Pero el pintor puede viajar a Italia, gran foco cultural de la época. Es entonces cuando realiza su primer gran cuadro histórico, Aníbal contemplando Italia desde los Alpes. Sin embargo, no logra un buen puesto en el concurso y decide volver a su tierra, donde emprenderá las famosas pinturas de la Cartuja del Aula Dei.
Goya contrae matrimonio con Josefa, hermana de los potentados pintores Bayeu. Tiempo después su cuñado Francisco puede conseguir una plaza en la corte para el novel pintor de provincia, quizá siguiendo órdenes de Mengs.
Tomlinson señala que, entre abril y diciembre de 1774, Goya estuvo decorando la cartuja del Aula Dei, de modo que no se incorporó al grupo de pintores en Madrid hasta entrado el año de 1775. Rapelli rechaza categóricamente esta teoría, pues afirma que el aragonés se asentó en la capital española en diciembre de 1774.

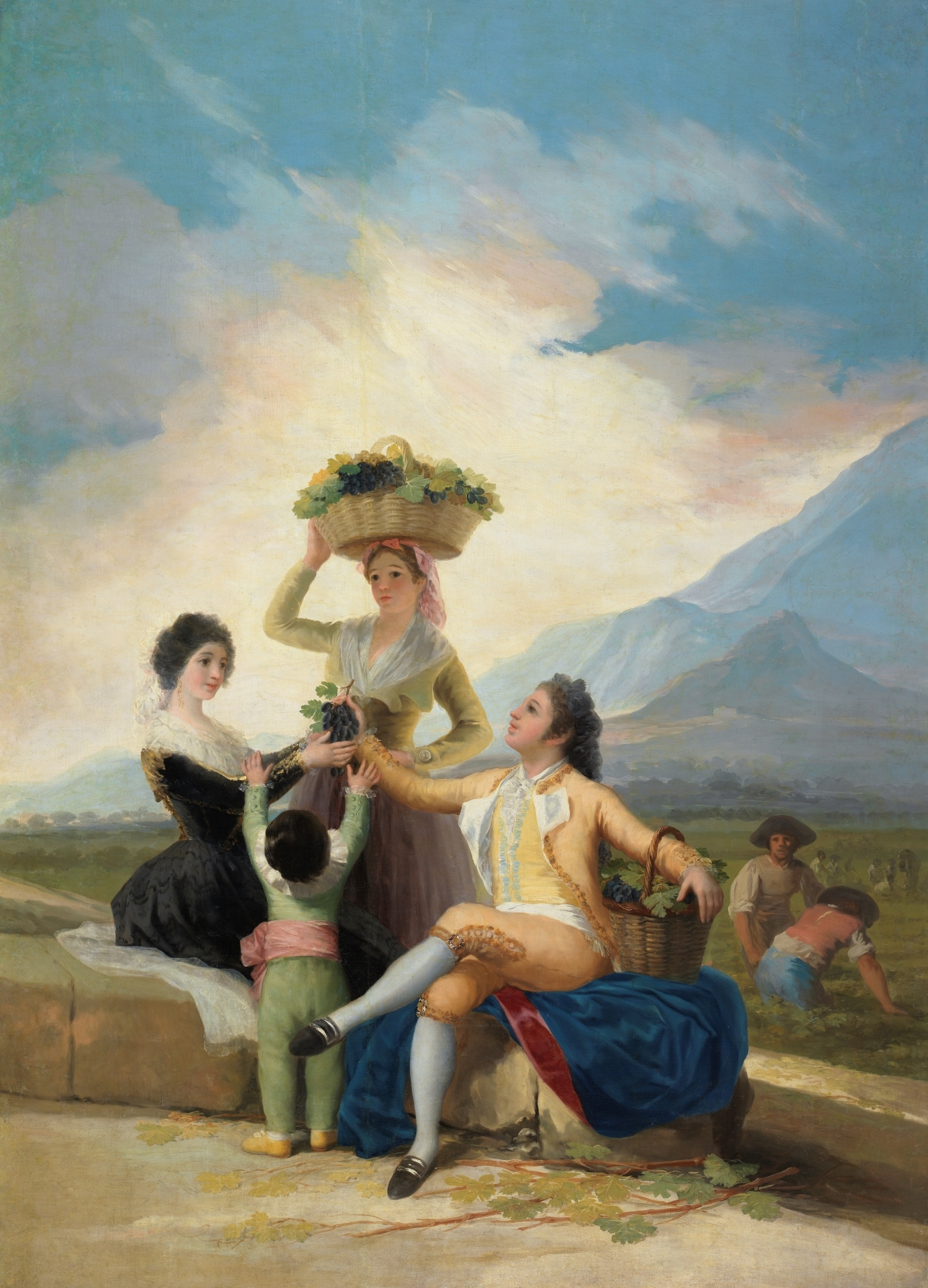
La vendimia.

El pintor se encontrará en la capital con una corte de artesanos y pintores sumamente grande. La Real Fábrica de Tapices de Santa Bárbara es el centro de la actividad artística. El bohemio Mengs dirigirá en ocasiones el trabajo de Goya, y en sus larguísimas ausencias lo hará el primer arquitecto de la corte, Francisco Sabatini. En ocasiones tomarán este papel el mismo Bayeu y Mariano Salvador Maella, otro de los destacados pintores de cartones.
Hasta 1780 pinta cuatro series de cartones, pero ese año la crisis económica obligó a suspender el suministro de cartones para las regias estancias. Entonces Goya decide darle a su carrera otro giro. Quizá el deseo —alimentado, sin duda, por el estudio de su vida y obra— de emular a Diego Velázquez, le lleva a abrirse paso como pintor particular. Vuelve a su tierra en Aragón y pinta la cúpula y pechinas de la Regina Martyrum de El Pilar, que le acarreará conflictos con su cuñado Francisco y el cabildo zaragozano. En Madrid ejerce de retratista para la alta sociedad, especialmente para los duques de Osuna. También consigue pintar para la iglesia de San Francisco el Grande de Madrid el cuadro San Bernardino de Siena predicando ante Alfonso V de Aragón e ingresar a la Academia de San Fernando con su obra religiosa más conocida, Cristo crucificado, una magnífica fusión del estilo velazqueño con el de Mengs. Poco después conoce al infante Luis de Borbón, hermano del rey y exiliado de la corte a raíz de su matrimonio morganático. El infante se convierte en su mecenas y le introduce en los círculos de la aristocracia. Es muy probable que Goya haya decidido regresar como pintor de tapices tras la muerte de su protector, en 1785.

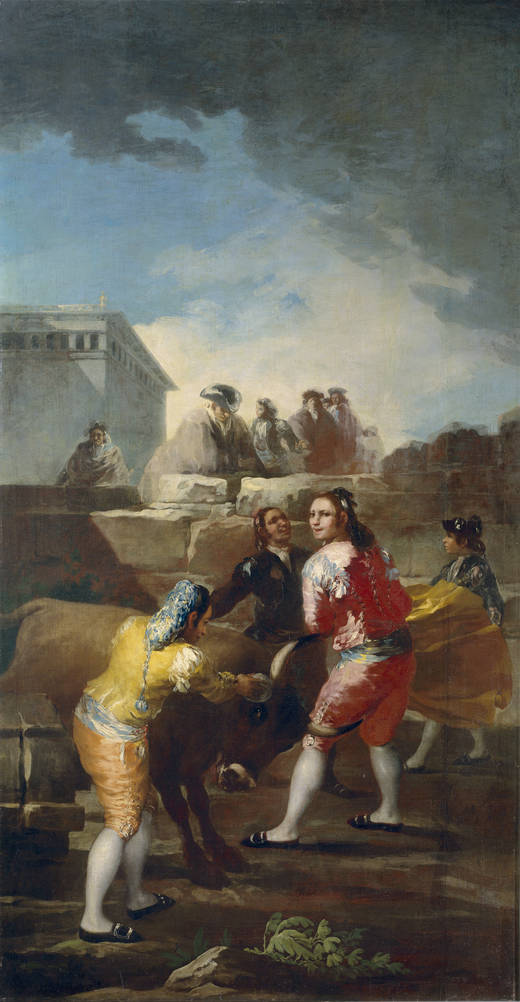
La novillada.

En 1786 Goya retorna a la fábrica y pinta cartones que denotan ya verismo (La nevada y El albañil herido). En la última serie que realiza se prefigurarán elementos —el novio con rostro simiesco de La boda— que el aragonés plasma un poco más adelante en sus Caprichos.
Seis años después, en 1792, Goya sufre una enfermedad que será el parteaguas de su carrera. No regresará jamás a sus antiguos oficios de pintor de cartones, y emprende ahora obras de carácter más personal. Sin embargo pintará otras obras para la corte, como La familia de Carlos IV.
Hagen evidencia el ascenso de social de Goya: de ser un simple pintor de provincia pasó a ser todo un artista de la corte. En 1786 Goya adquiere su primer carruaje y es ya un solicitado pintor. Describe a su amigo Zapater un viaje de pruebas, de donde se infiere que goza una excelente situación económica pues pertenece a la Academia de San Fernando y está próximo a ser Pintor del Rey.
José Gudiol, uno de los primeros expertos en la obra del maestro de Fuendetodos, afirma que en Goya se mezcla la impronta indeleble del mundo cortesano y la gracia del mundo popular, que siempre alternaron en la mente del pintor.
Indica Jeannine Baticle, otra de las grandes estudiosas de Goya, que este se convierte en «el heredero fiel de la gran tradición pictórica española. En él, la sombra y la luz crean unos volúmenes poderosos construidos en el empaste, aclarados con breves trazos luminosos en los que la sutileza de los colores produce variaciones infinitas».

### España en la época

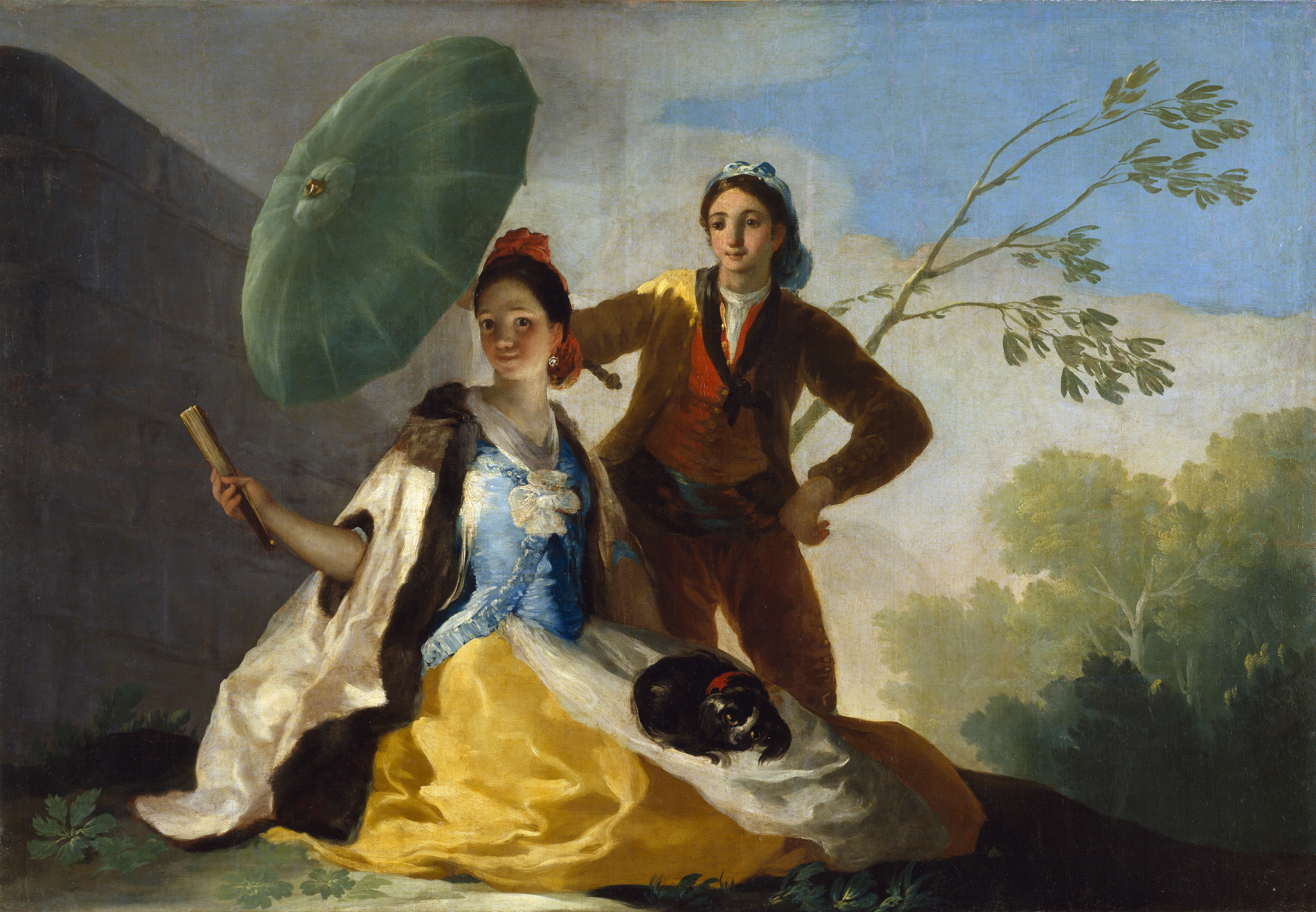
El quitasol.

La muerte sin descendencia del último Austria español, Carlos II, motivó una larga guerra entre las potencias europeas que culminó con el reconocimiento de Felipe de Anjou como rey de España bajo el nombre de Felipe V. Éste, nieto del Rey Sol, introdujo la moda francesa en España, y llevó a artistas galos como Hyacinthe Rigaud y Louis-Michel Van Loo a trabajar en la Península.
A partir de la década de 1730 es más notoria la presencia de italianos en la corte de Madrid, debido a que la segunda esposa de Felipe V, la parmesana Isabel de Farnesio, tenía gran preferencia por la cultura de la península itálica. Jacopo Amiconi y Gianbattista Tiépolo serán los más destacados italianos en España, pero bajo Carlos III la suerte cambiará a favor del bohemio Mengs. Tras la muerte de este último no volverá a llamarse a ningún foráneo como pintor a España, lo que Tomlinson (1993) denomina «nacionalización de la pintura española bajo Carlos III».
Es factible que dicha nacionalización del arte esté fuertemente enraizada con la franca hostilidad del pueblo español hacia los extranjeros, derivada del fracaso en la Guerra de los Siete Años. Todo este movimiento culminó en el Motín de Esquilache, con lo que los españoles ilustrados fueron poco a poco desplazando a los franceses. Dos ejemplos de ello fueron Aranda y Floridablanca.
En 1782 hubo un breve intento por poner la fábrica de tapices en manos de artesanos españoles. Pero el rey rechazó las peticiones de los pintores y cedió la dirección del taller a un flamenco de apellido Vandergoten, supuesto pariente de la familia que había fundado la fábrica más de seis décadas antes.

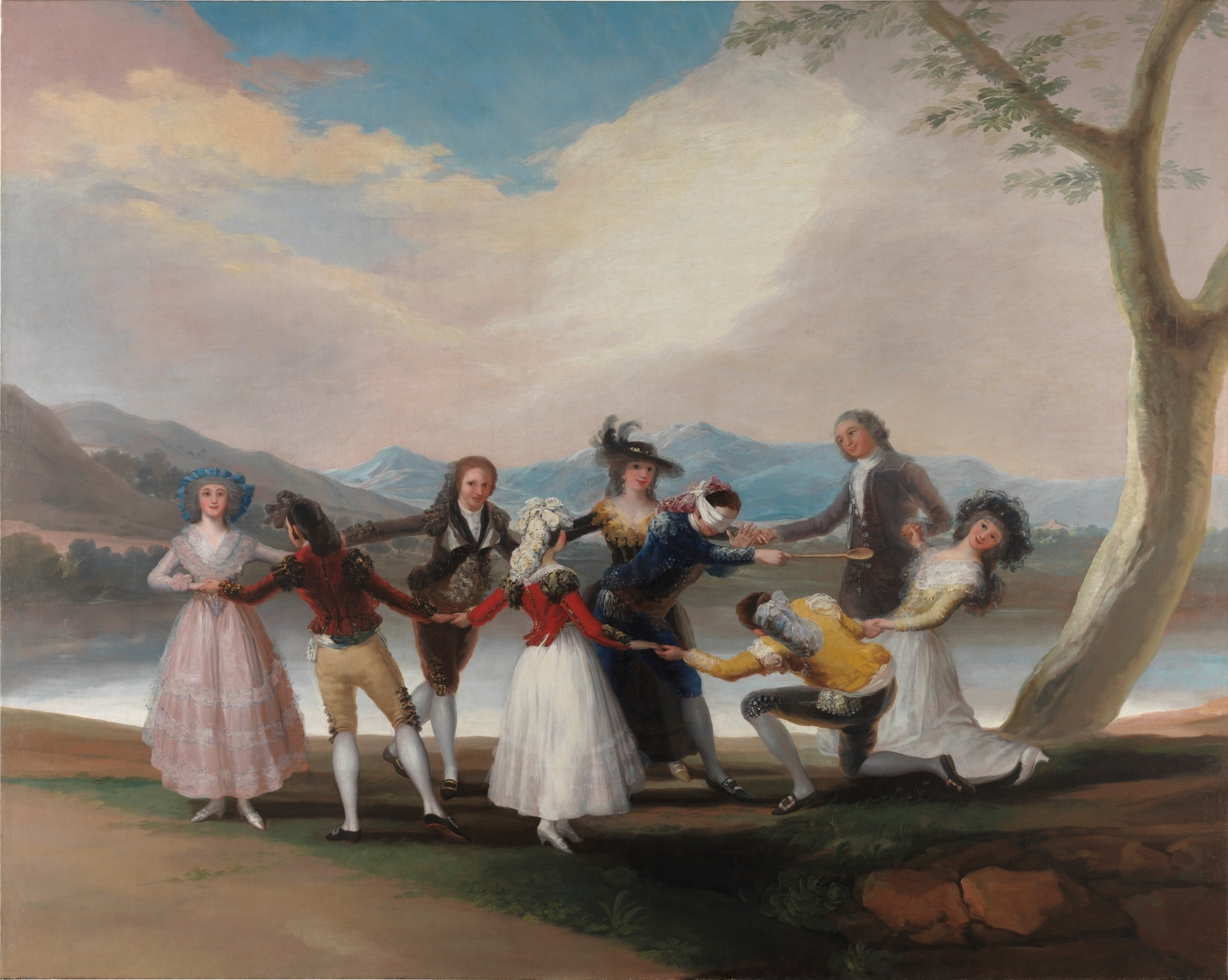
La gallina ciega.

## Datación y atribución
Las siete series de los cartones para tapices están compuestos, en total, de entre 60 y 73 obras. Algunos autores, como Rapelli, dictaminan en 63 los cuadros.
Juan Ramón Triadó Tur ha establecido en su monografía del Museo del Prado un número exacto de 60 cartones, aunque esta cifra bien puede referirse únicamente a la cantidad de obras de esta serie conservadas en la pinacoteca madrileña.
Los tres máximos especialistas en los cartones de Goya, Nigel Glendinning, Valeriano Bozal y Janis Tomlinson se inclinan por datar las series entre 1775 y 1792. Considerando el ya citado intervalo de seis años, resultarían doce años de trabajo de Goya en la Real Fábrica de Tapices.
El tamaño y los motivos de los cartones estaban íntimamente relacionados con su jerarquía y el lugar que se le había asignado dentro de la estancia real. Pueden, pues, dividirse en paños —las composiciones de más extensión, que ocuparían el espacio más grande y que delimitarían el tema de toda la serie— y otros cartones más pequeños destinados a sobrepuertas o balconeras. Una carta de Goya a su amigo Martín Zapater detalla un encuentro con el soberano y los príncipes en 1779, donde se afirma que únicamente se mostraron los bocetos para las escenas principales. Ello podría explicar el por qué de las serias discrepancias estilísticas entre los temas principales y los cartones cuyo tamaño era inferior. Algunos autores dan suma importancia al hecho de que las series proyectadas en 1787 y 1791-92 nunca fueron colgadas como Goya había acordado.

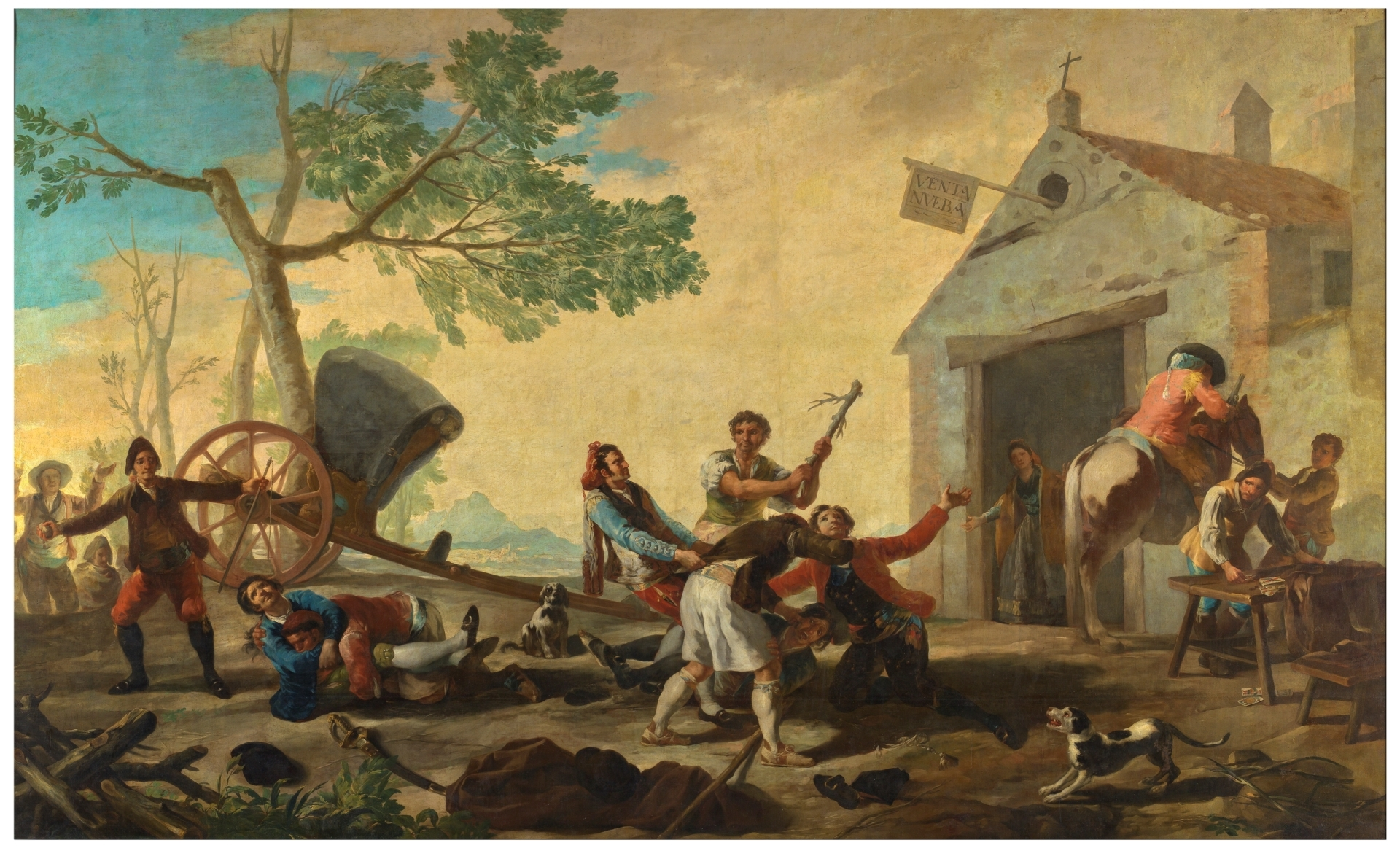
La riña en la venta nueva.

Al realizarse la datación de los cartones no ha habido grandes discusiones, pues la Real Fábrica llevaba registros detallados de las obras, que permanecen hasta nuestros días. Sin embargo, existe un serio conflicto de datación de La gallina ciega. Críticos de la talla de Bozal y Glendinning afirman que se realizó en 1789, pero Tomlinson rechaza esta teoría y propone que fue culminado antes de 1788, pues la serie a la que pertenecía quedó inconclusa al morir Carlos III —el 14 de diciembre de 1788— y en abril de 1789 Goya recibió el anhelado nombramiento como pintor de cámara, por lo que su actividad en el ámbito de los cartones disminuiría drásticamente. La pequeña guía de consulta de las obras goyescas en el Museo del Prado, escrita por Manuela de Mena, registra La gallina ciega como realizada entre 1788-89.

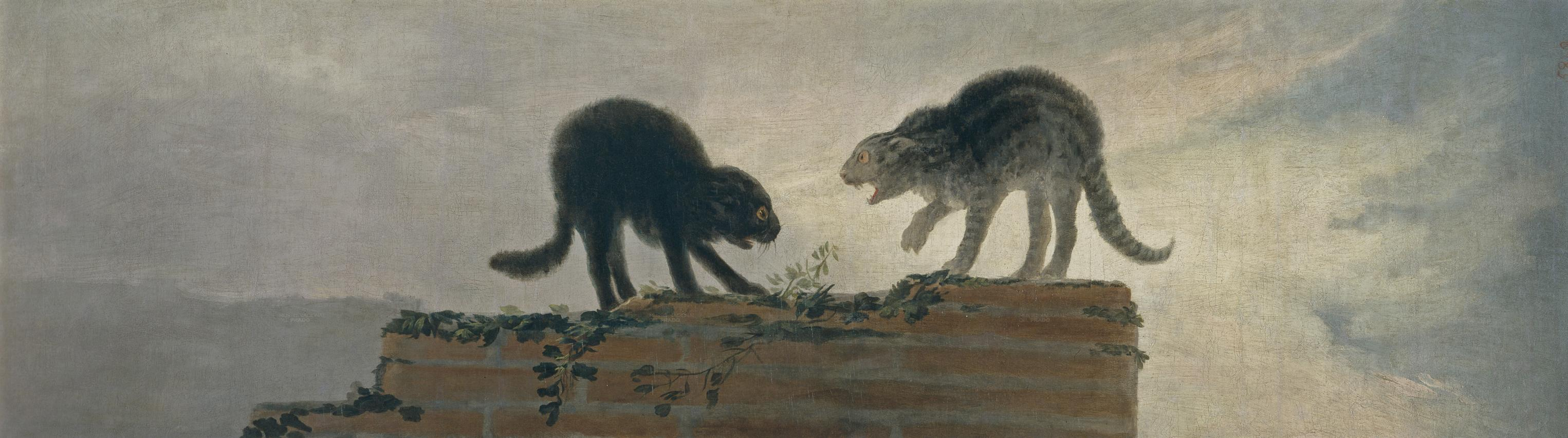
Gatos riñendo o Riña de gatos, descubierta en 1984.

Tampoco se ha determinado a qué serie pertenecen El columpio y El juego de la pelota a pala. Aunque la mayoría de la crítica se decanta por el antedormitorio, Tomlinson sostiene que fueron pintadas para el dormitorio de los príncipes en El Pardo. Otros cuadros que han provocado debate por su ubicación en las series son El muchacho del pájaro, El niño del árbol y El majo de la guitarra. En este ámbito de la datación, ha sido complicado determinar si El balancín es un cartón para tapiz, pues aunque Tomlinson se decanta afirmativamente, otra parte de la crítica especializada se niega a tomar la atribución como parte de los cartones.

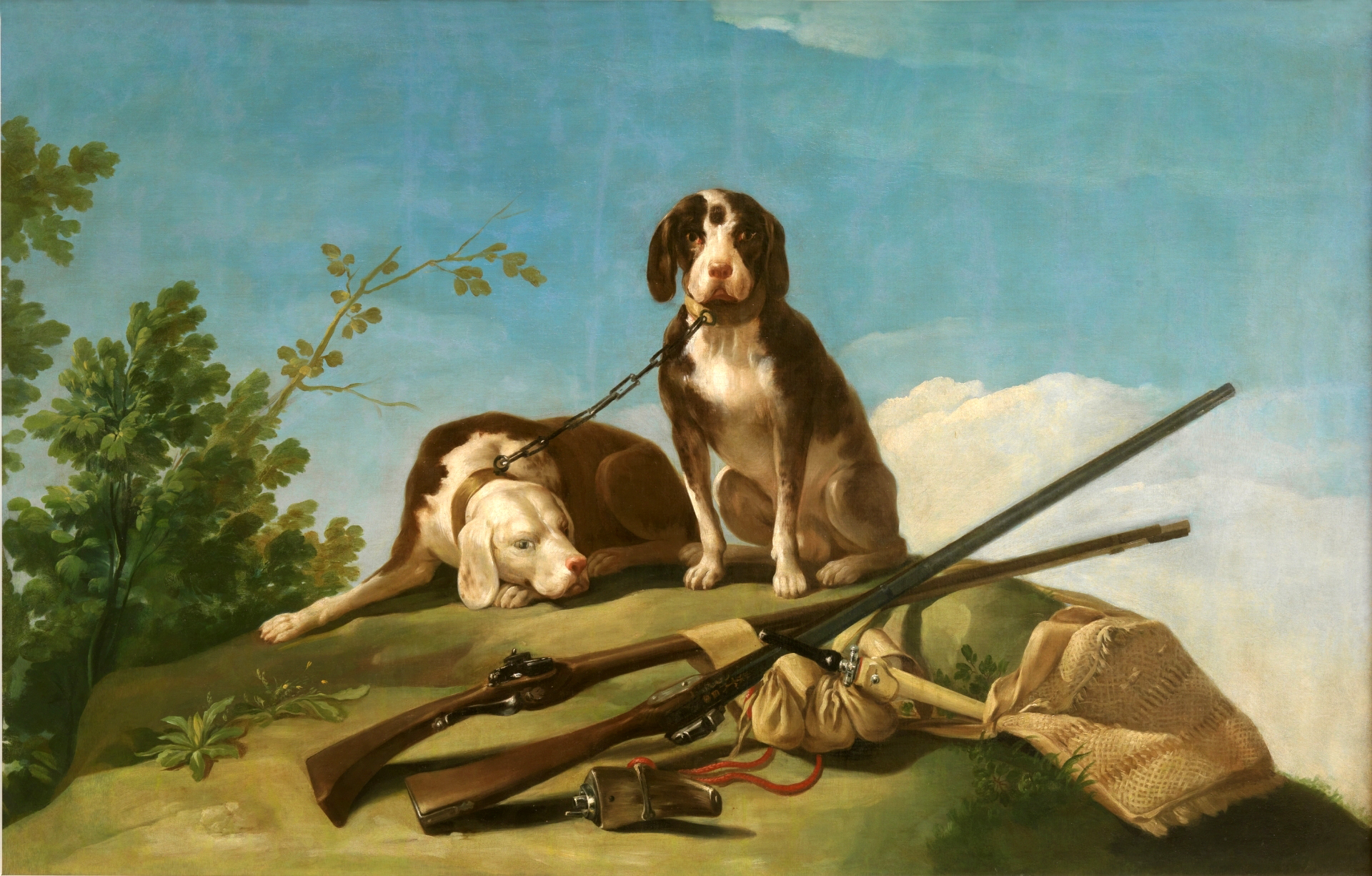
Perros con traílla.

Como señala Tomlinson, está fuera de duda que Goya pintó los cartones para tapices. Sin embargo, ha habido algunos incidentes en torno a dicho asunto. El más notorio ejemplo ha sido el de Gatos riñendo, descubierto en el sótano del Prado en la década de 1980. Ya que no guarda relación alguna con los demás cartones de Goya, sobre todo con la serie a la que tradicionalmente se ha atribuido —la quinta—, se ha dudado seriamente de que sea obra del aragonés. Además, no tiene los mismos rasgos estilísticos de otras obras del período.
Otro de los cuadros con datación dudosa es Las gigantillas, que Bozal asume como parte de la séptima serie, dedicada al despacho del rey en El Escorial, así como la página oficial del Museo del Prado.
Habitualmente se toma como parte de los cartones para tapices algunos de los cuadros para la alameda de los duques de Osuna, de características y temáticas extremadamente parecidas a los cartones, aunque con técnica diferente. El caso más conocido es el de La caída, escena campirana. Otro caso a destacar es Un garrochista, pintado hacia 1795, pero la cercanía cronológica de esta pieza con los cartones provoca que muchos estudiosos piensen que es parte de una serie.

## Técnica empleada

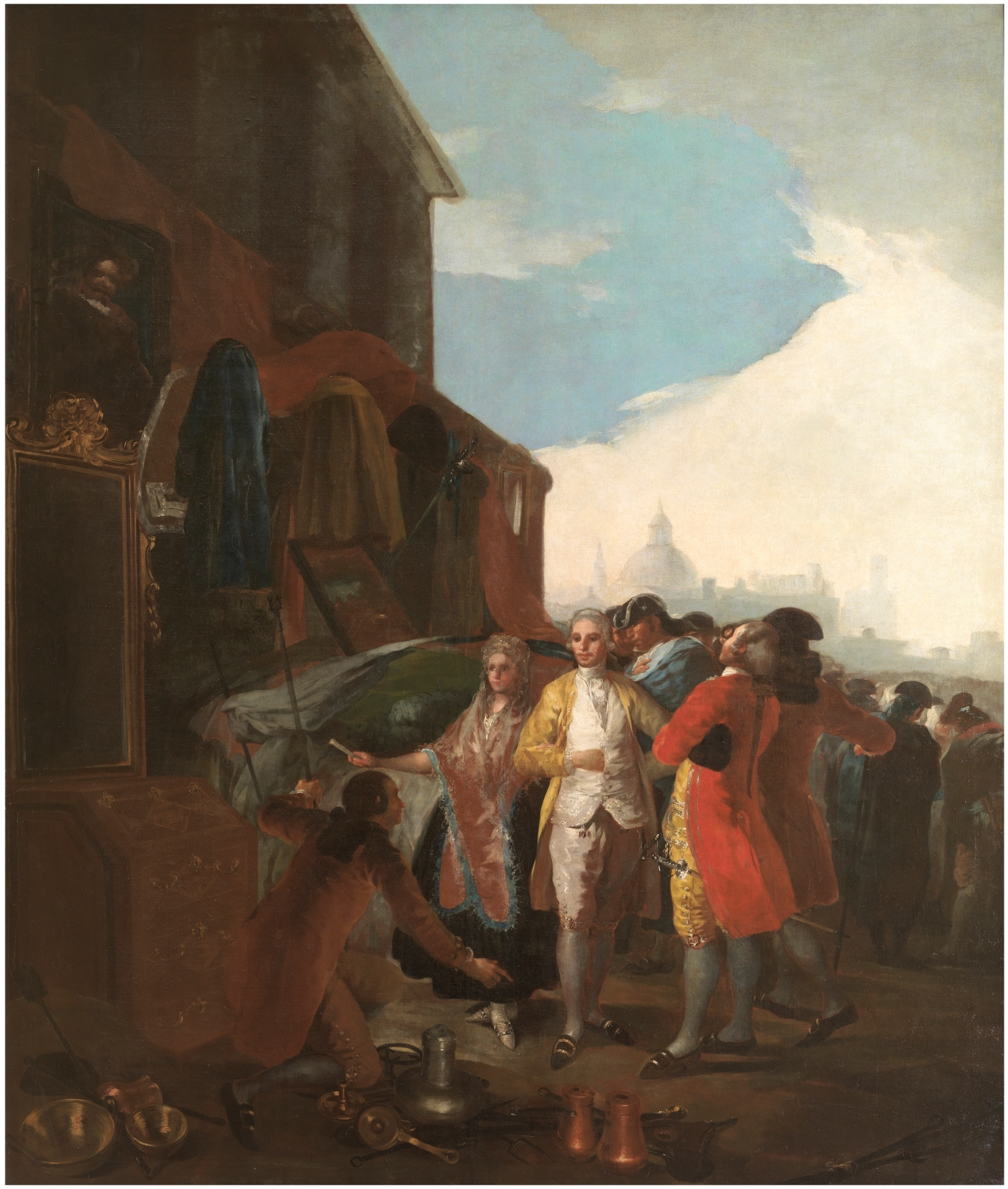
La feria de Madrid.

Los tapices son tejidos elaborados de modo similar a las alfombras, que mediante la combinación de hilos de diversos colores y tonos permiten, como en un mosaico, recrear visualmente imágenes reales.
Los cartones eran un boceto muy preciso, a color y a tamaño real, del motivo que los tejedores debían reproducir. Estas pinturas deben su nombre de cartón a que usualmente se pintaban sobre dicho material y no sobre lienzo o tabla. La elección de un soporte tan humilde se explica porque estos modelos o patrones no eran valorados como obras de arte autónomas, y su conservación no era obligatoria. Los tapices obtenidos solían ser enmarcados o encastrados en las paredes previstas, aunque, como indica Tomlinson (1993) muchas veces no se llegó a realizar esta tarea y simplemente se colgaban.
El telar es el instrumento más preciso para trazar un tapiz y su base es la urdimbre. Se trata de un conjunto de hilos paralelos en sentido longitudinal sobre los que se van dibujando las escenas de los cartones. La confección del tapiz es una tarea muy lenta y que se realiza a través de dos tipos de telares. En el telar de alto lizo el cartón se sitúa detrás y el tejedor se sirve de un espejo para manejar con mayor destreza el trabajo. Los de bajo lizo permiten mayor rapidez pues se efectúa al anverso de la pieza, además disminuye sobremanera el costo del trabajo pues no igualan la calidad de los tapices tejidos en alto lizo.

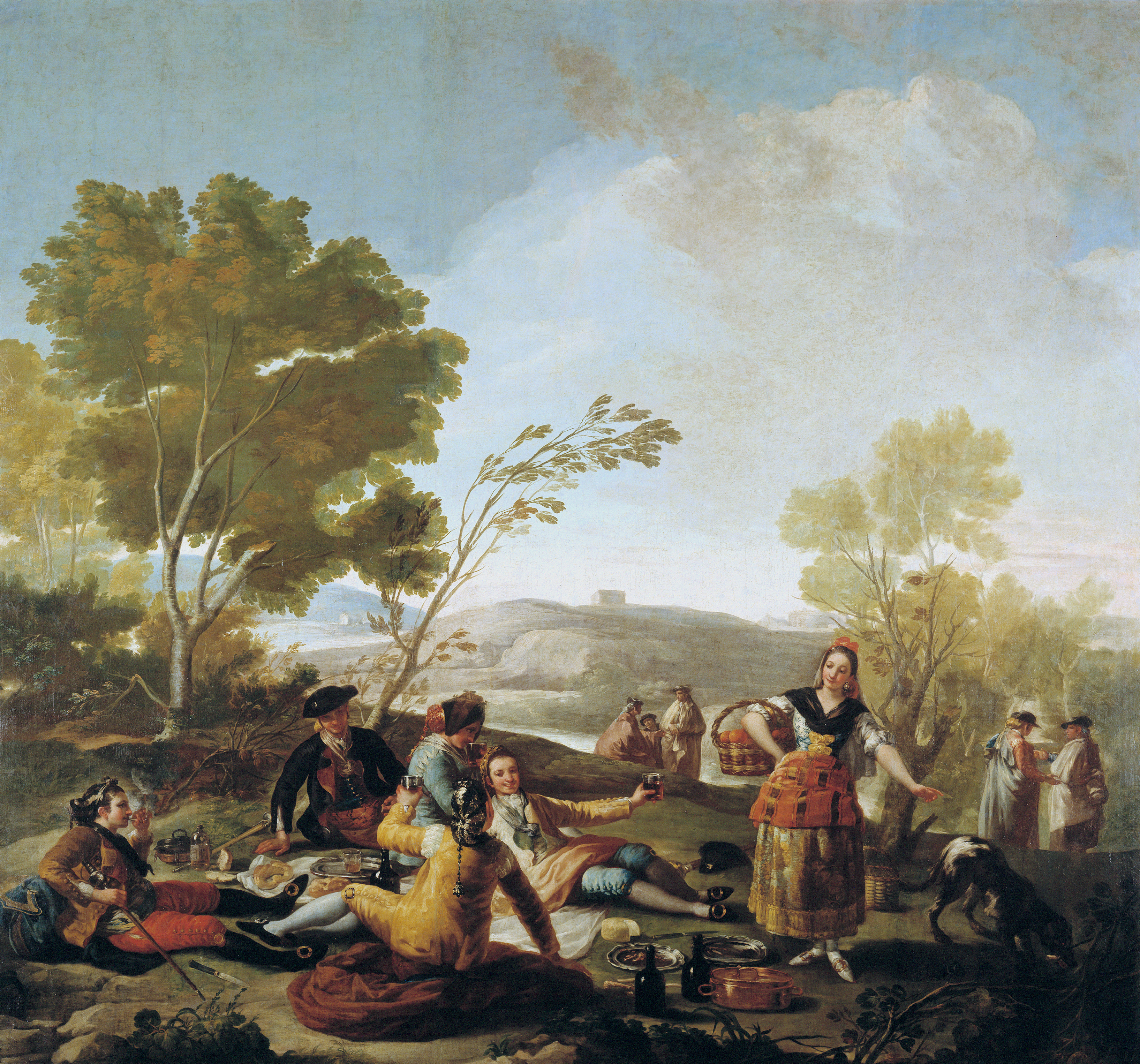
La merienda.

La Real Fábrica inició sus labores con telares de bajo lizo, pero siete años después Antoine Lainger —de la fábrica Gobelinos— instaló los de alto lizo. Así se conseguían trabajos de mejor calidad y finura. A 1727 se le considera el año de auge de la tapicería en España.
Un documento de 1790 relata a detalla el proceso de realizar cartones. Se tomaban medidas a la estancia, principalmente a las paredes, y eran enviadas al director de la fábrica. La mayoría de los clientes pedía cartones con temas campestres, jocosos, alegóricos y solo una minoría solicitaba cartones con alusiones históricas.
En el caso específico de los cartones de Goya, los tejedores de la Real Fábrica interpusieron quejas en contra del aragonés por el detalle con el que realizaba los bocetos, en especial el de La pradera de San Isidro (1788). Este boceto, de carácter preimpresionista, cuenta con tal cantidad de minúsculos detalles que hacen imposible su conversión a tapiz. Las restricciones artesanales se impusieron en este caso y gracias a esta situación, aunada a la muerte de Carlos III, la obra quedó solo en boceto.

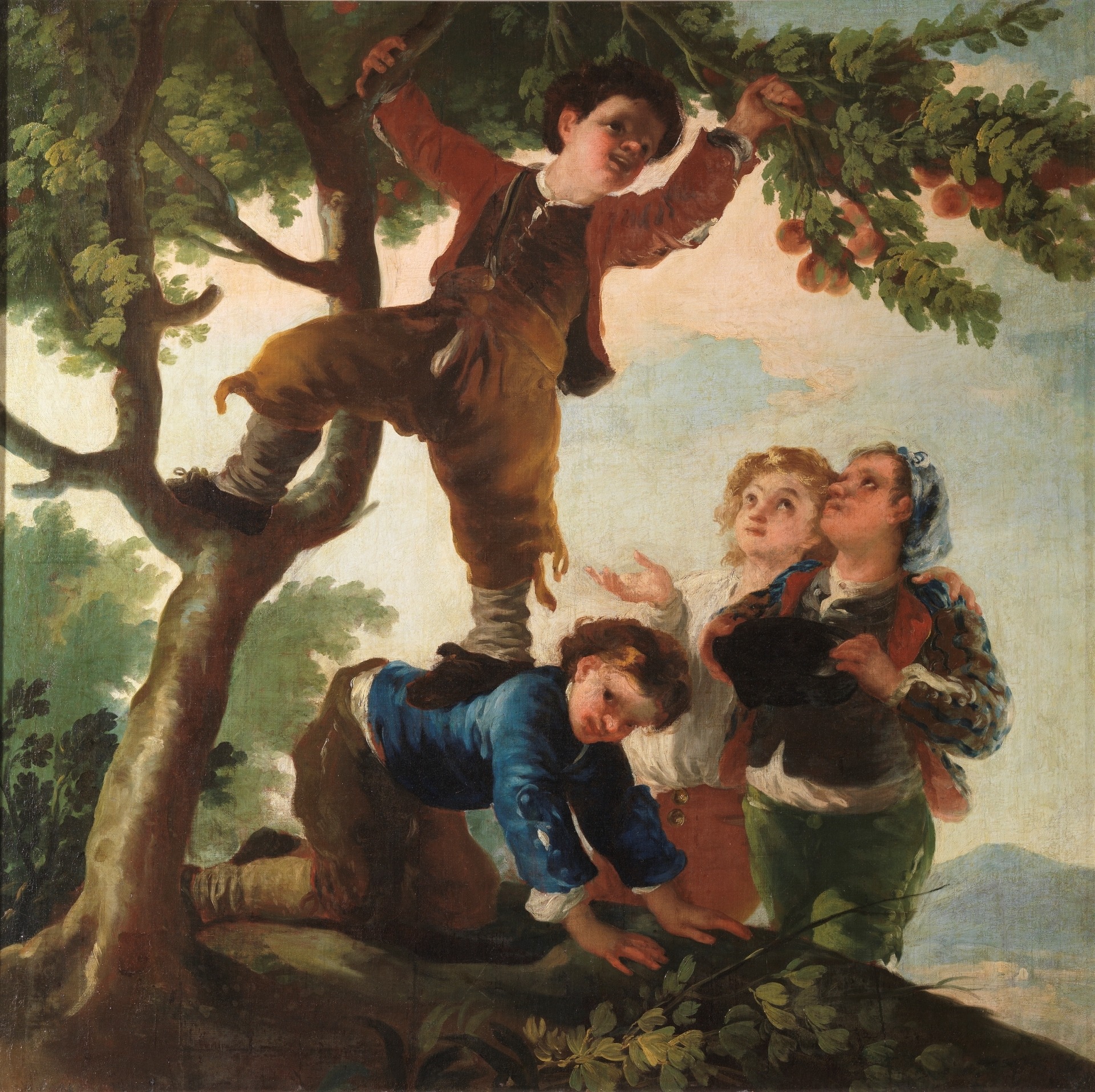
Muchachos cogiendo fruta.

En La feria de Madrid, los tres personajes centrales de la composición reciben un fuerte impulso lumínico. Pero en el tapiz eran necesarios más pormenores —contrario a lo que sucedería años después con La pradera de San Isidro— y la luminosidad del cuadro original debió esparcirse. El tapiz perdió en parte la esencia del boceto. En La cometa, cuadro con una estructura piramidal, los colores de la chaqueta del hombre en primer plano cambiaron de rojos a ocres y amarillos. En 1780 Goya pintó los bocetos de Las lavanderas y El resguardo de tabacos, en donde no se incluyen algunos detalles que se encuentran en los cuadros finales, pero parece que fueron trazados por Goya en connivencia con los tejedores principales.

## Estructura

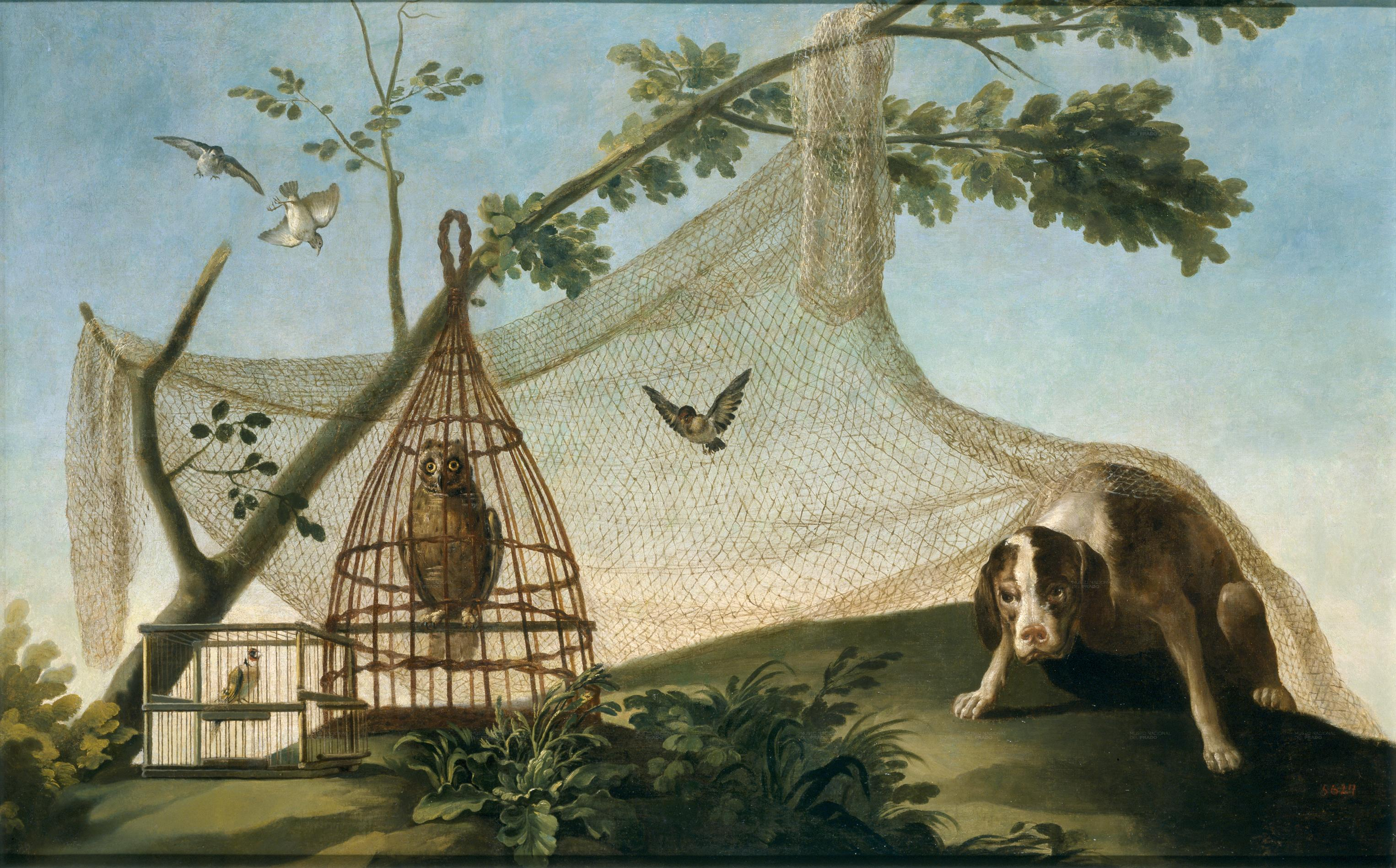
Caza con reclamo.

No se ha establecido un punto de acuerdo con respecto al número de series que integraron los cartones para tapices. Bozal (2005) se inclina por cuatro series, al igual que Glendinning (2005). Nuevamente Tomlinson debate, diseñando una cronología de siete series, pues divide las que proponen Bozal y Glendinning. El Museo del Prado en su guía oficial intenta conciliar las tres fuentes al establecer una cronología de cinco series de cartones.
Por su parte, el propio Museo del Prado en su portal agrupa los cartones según las estancias a los que estaban destinados: 
1. Comedor de los príncipes de Asturias en San Lorenzo de El Escorial, 1775
2. Comedor de los príncipes de Asturias en el Palacio de El Pardo, 1776-1778
3. Dormitorio de los príncipes de Asturias en el Palacio de El Pardo, 1777-1779
4. Antedormitorio de los príncipes de Asturias en el Palacio de El Pardo, 1777-1780
5. Comedor, o Sala de Conversación, de los príncipes de Asturias en el Palacio de El Pardo, 1786-1787
6. Dormitorio de las infantas en el Palacio de El Pardo, 1788
7. Despacho de Carlos IV en San Lorenzo de El Escorial, 1791-1792

A continuación se presenta una breve descripción de cada serie, de acuerdo al esquema planteado por Glendinning y Bozal:
- Primera serie, temas de corte cinegético para la pieza de comer de los príncipes de Asturias en El Escorial.
- Segunda serie, diversiones populares y de ocio campestre para el Palacio Real de El Pardo.
- Tercera serie, las estaciones del año y otras escenas de alcance social, destinadas al comedor de los príncipes y al dormitorio de las infantas de España en El Pardo.
- Cuarta serie, juegos y aspectos alegres de la sociedad española. Elaborada para el despacho del nuevo rey, Carlos IV, en El Escorial.

## Análisis

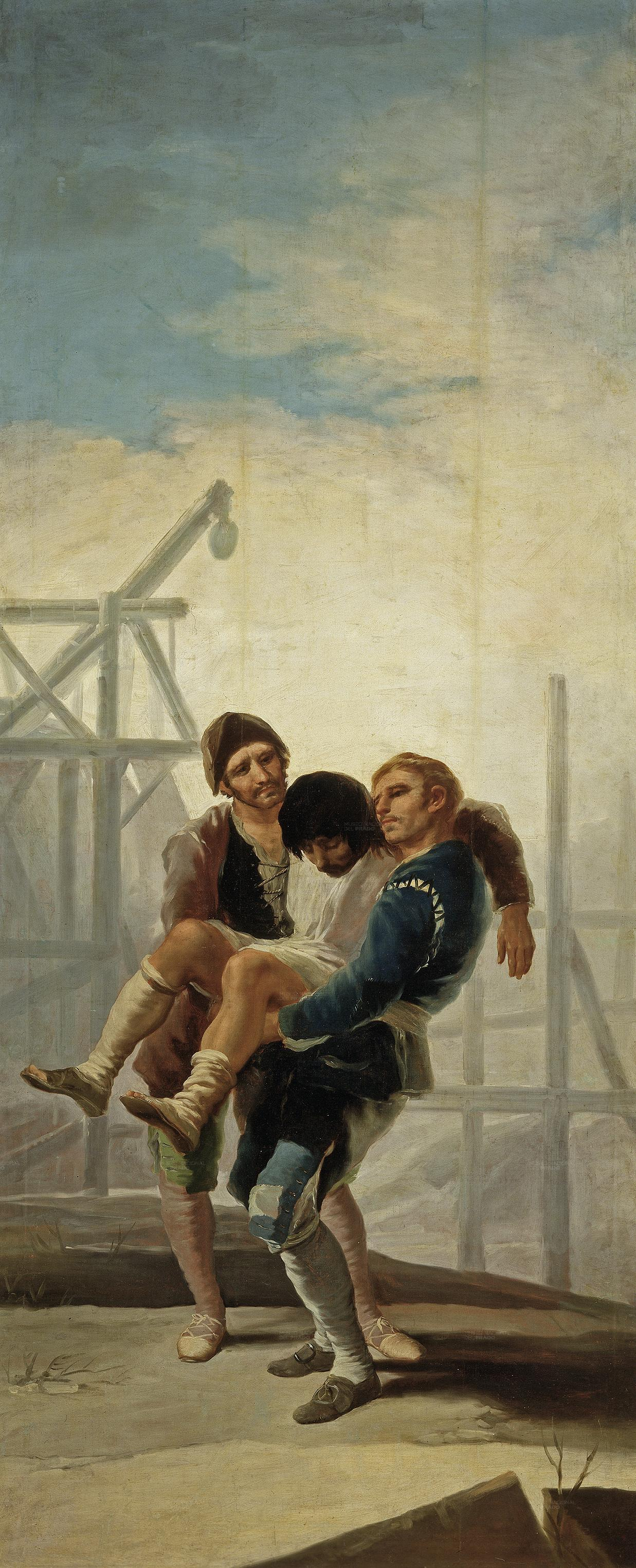
El albañil herido. Hagen considera que puede ser una alegoría del decreto que Carlos III había publicado protegiendo a los artesanos que resultasen dañados en su trabajo.

### De conjunto
Cuando Goya arribó a Madrid reinaba Carlos III, un entusiasta de la caza al igual que su hijo Carlos. La corte tenía sedes itinerantes, pues el rey deseaba pasar la mayor parte de su tiempo fuera de la capital y en los sitios reales habilitados para las actividades cinegéticas. En el Monasterio de San Lorenzo de El Escorial la familia del rey residía desde septiembre hasta diciembre, por lo que fue necesario habilitar habitaciones que otrora fueron de la servidumbre para los miembros de la real familia. Pero también se necesitaba ornar los aposentos con tapices y ello llevó a contratar nuevos pintores para la Real Fábrica, como Goya. Mientras tanto, en el Palacio de El Pardo —aproximadamente quince kilómetros distante de Madrid— se alojaba a la corte desde el 7 de enero hasta el Domingo de Ramos. Carlos III duplicó la extensión del sitio y añadió un ala oriental al conjunto del palacio. Fue aquí donde se colgaron muchos de los tapices de Goya, quien entregó cuatro series de cartones para adornar El Pardo.
A pesar de que pintar cartones no es un trabajo que dejara gran fama para el pintor, muchos autores especializados consideran que Goya intentó alcanzar la cumbre social a través de los cartones. Puede introducirse en la capital, y más importante aún, en la Corte. Años más tarde podrá presentar directamente los diseños al rey y a los príncipes, e incluso llega a besar sus manos. Así, de ser un simple pintor de provincia, se convirtió en uno de los artistas más reputados de la Corte.
En las habitaciones regias, donde se colgaban los tapices, primaba el buen gusto y la estricta observación de las normas artísticas. El aragonés mezcla el rococó tiepolesco con el arte neoclásico llevado a la cima por Mengs. Las escenas deben, además, tener encanto y variedad en los temas. A pesar de no ser obras que cuenten con un realismo pleno, existen obras de la serie que rebosan de verismo, como en El albañil herido o Los pobres en la fuente.
Hasta entonces el maestro de Fuendetodos solo había trabajado en escenas de corte religioso. Fue menester apartarse del barroco tardío que expresaban esos cuadros y también del rococó, a fin de poder obtener una pieza «del natural». El neoclasicismo tan en boga durante las décadas previas a la ejecución de los primeros cartones de Goya tampoco era la vía más adecuada para transmitir la vivacidad de una escena popular, como las de majos y majas jugando —que a veces eran aristócratas disfrazados, a fin de poder escapar de su hierática existencia—. El pintoresquismo necesitaba que el ambiente, el tipo, el estilo, los paisajes y las escenas le fueran cotidianos y contemporáneos al espectador, como una escena de la vida diaria. Además deberían tener un cierto clima de diversión y entretenimiento, que despertase curiosidad y no alejara el interés del cliente. El realismo que debería poseer el cuadro captaría el motivo individualizándolo, pues los personajes del arte costumbrista son, por el contrario, miembros representativos de un conjunto.

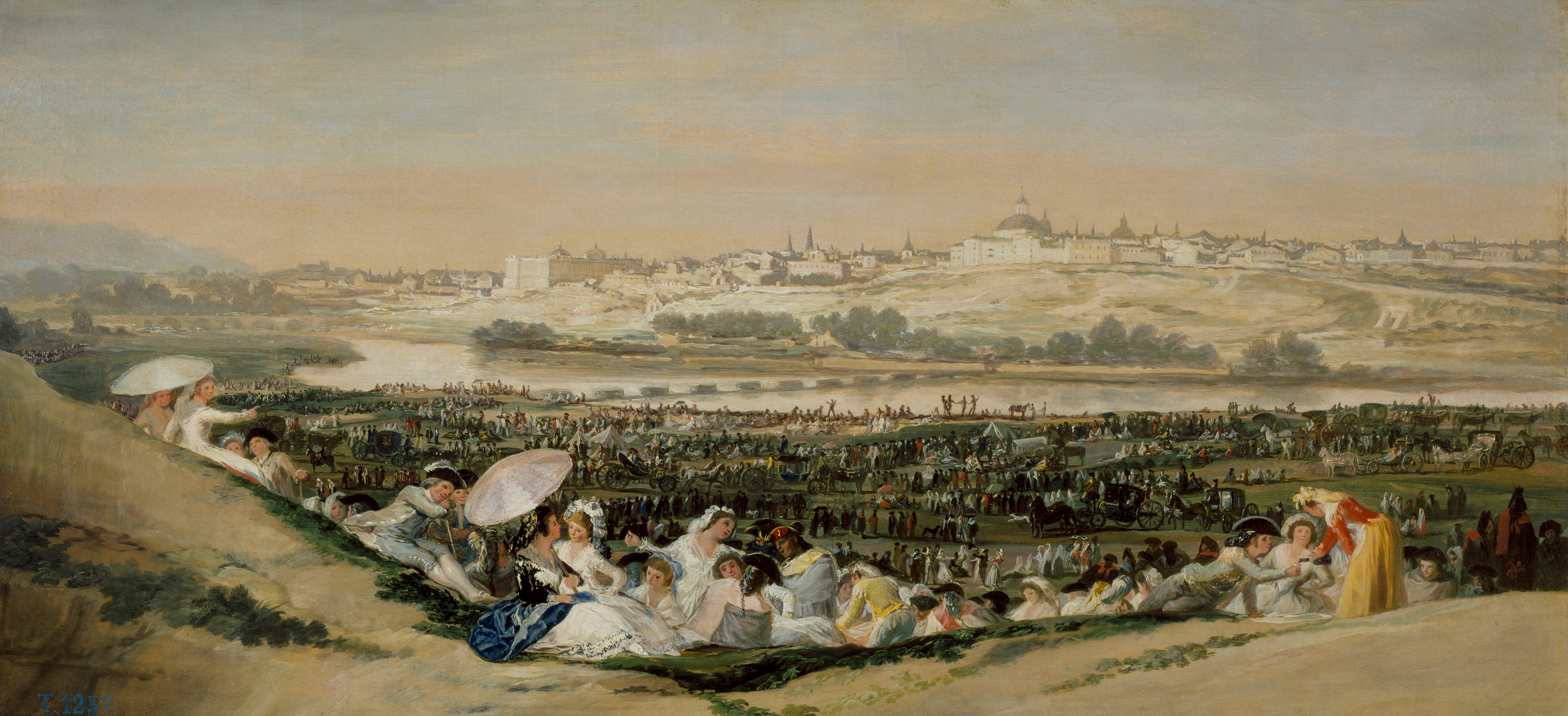
El cartón más pequeño de la serie, La pradera de San Isidro. Nunca fue trasladado a tapiz. En él se aprecian elementos de lo Sublime.

Es natural que Goya pintase escenas cinegéticas para el comedor de los Príncipes en El Escorial, un palacio afamado por ser uno de los más conocidos sitios para cazar de la corte. No es sorprendente que la segunda serie haya tratado asuntos de ocio campestre, muy apropiadas para un comedor. En este caso destacan sus cartones de El baile de San Antonio de la Florida, La merienda a orillas del Manzanares y Muchachos cogiendo fruta.
Pero el hecho de que fuesen destinados a habitaciones reales no excluye la presencia de escenas violentas, que formaban parte integral de la vida española de la época. Goya introduce notas dramáticas en la serie que serán el arquetipo para algunos de sus grabados. La riña en la Venta Nueva es una escena violenta que contrasta con la tranquilidad que emanan cartones como El quitasol y La merienda.

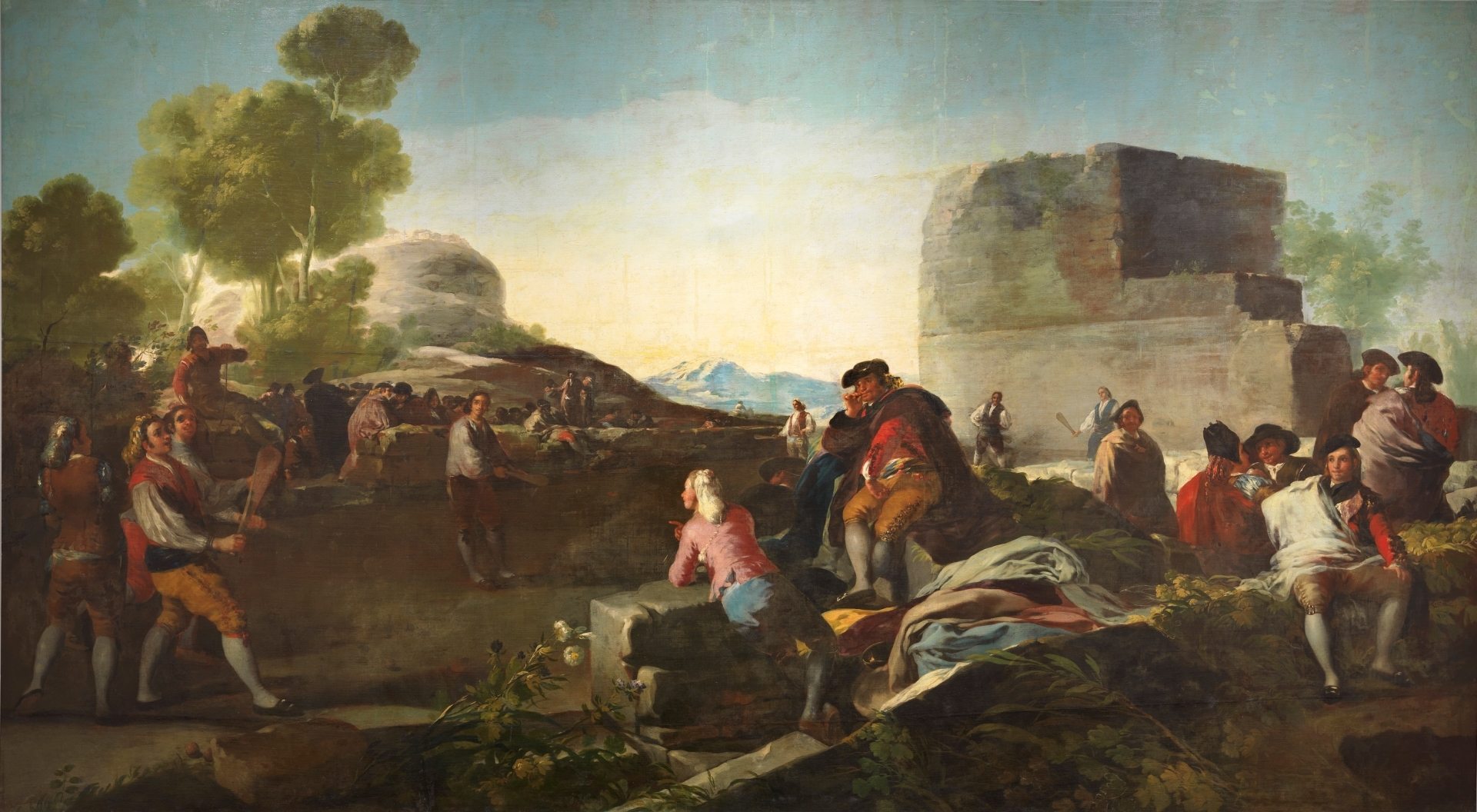
El juego de la pelota a pala.

Un nuevo estilo, que Mengs comentara en su Carta a Pons, aparece, y es Goya uno de sus primeros exponentes. Conocido como Lo Sublime Terrible, sus contemporáneos alabaron la fuerza con que el aragonés plantea estos temas. José Moreno de Tejada plasmó esta visión en un poema de 1804, donde alude a La nevada como una «pintura que le pareció no solo sublime sino capaz de expresar tristeza e incluso espanto mediante el paisaje». Pero al ser sus obras destinadas a estancias reales, Goya no puede desarrollar pinturas que reciban por completo el apelativo de Sublime. Los cartones que incluyen detalles con grandes masas de gente (La pradera de San Isidro) podrían ser un vehículo apropiado para desarrollar el estilo de lo Sublime. Sin embargo, es el mínimo espacio que ocupan lo que impide profundizar en los elementos propios de este estilo.
Según Glendinning, muchas veces la idea principal de Goya para el cartón se modificaba para adaptarse a los telares e incluso al gusto de los príncipes. Goya tuvo que preparar varias veces un tapiz recto de acuerdo al convencionalismo vigente, como en La novillada y La cometa, pero no así en El quitasol.

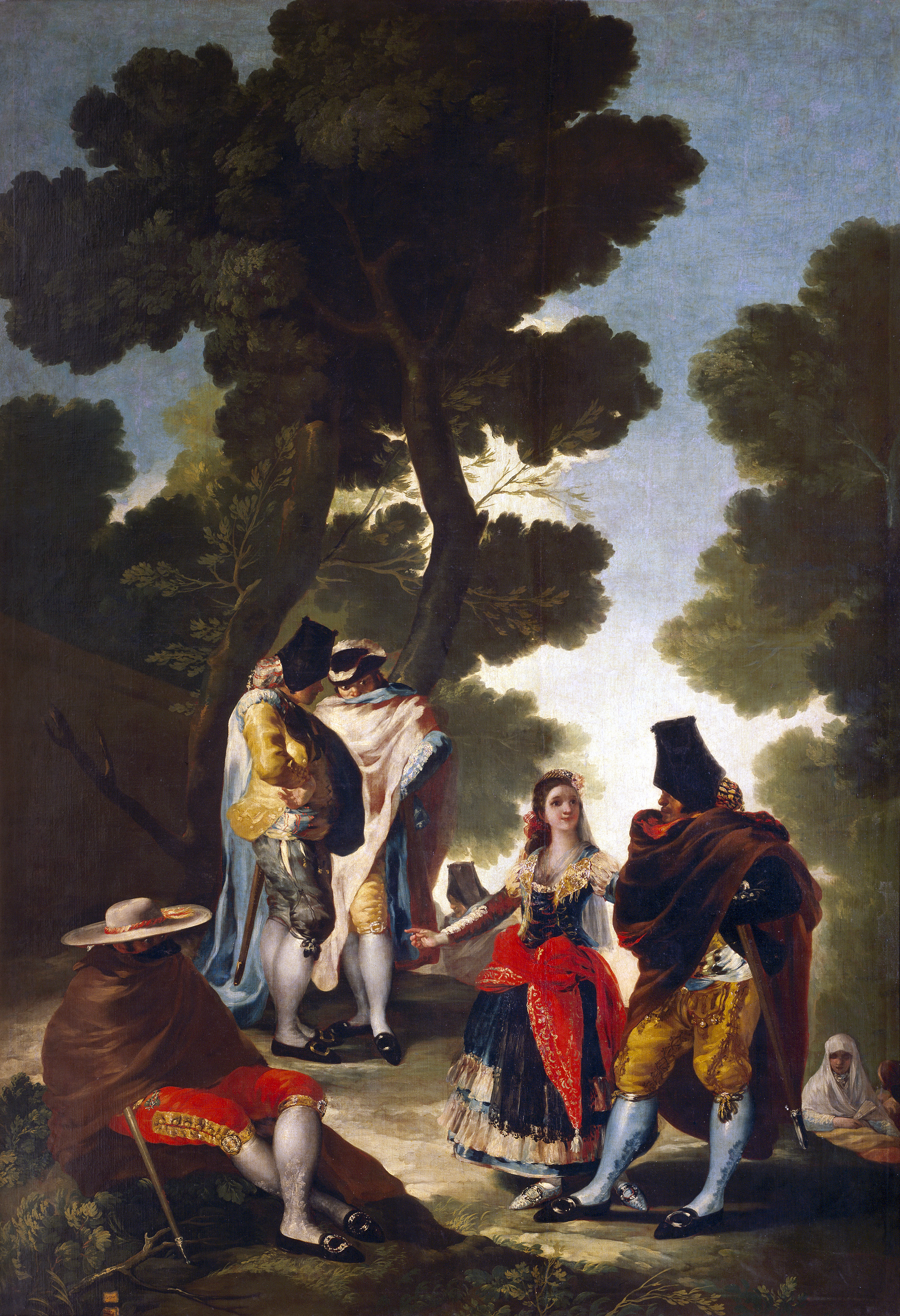
La maja y los embozados.

#### Temas
Los asuntos bucólicos y cinegéticos inundan las composiciones planeadas por el aragonés para la Real Fábrica. A diferencia de la corte de los Austrias —en especial de Felipe IV—, los Borbones no querían escenas del pasado sino populares, campechanas, que pudieran representar cómo se vivía en la España de la época.
Goya abandona los motivos religiosos e históricos con los que había trabajado en Zaragoza. En sus primeros cartones es vigilado atentamente por Bayeu, de ahí que estas obras se vean impregnadas de su estilo. La caza y la pesca se tratan en esta primera serie, por ser las grandes aficiones del príncipe Carlos. Ello concuerda con la descripción de «escenas populares» que han dado los estudiosos del arte a los cartones.
Para las próximas series Goya adecuará las escenas al gusto de la princesa María Luisa de Parma, quien desea ver tapices con asuntos campestres, las diversiones de los majos y, en fin, el ambiente alegre y divertido del Madrid dieciochesco. Hagen (2004) afirma que ello se debía a que la princesa no podía mezclarse libremente, como ella quisiera, entre las clases bajas debido a su altísimo rango.
Un motivo habitual en el Goya de los cartones es la infancia. Niños inflando una vejiga, de la segunda serie, es un homenaje encubierto a la obra de Pieter Brueghel el Viejo y también a algunos temas de la literatura alemana. Según Tomlinson, Goya tuvo altercados con los tejedores debido a la inclusión de dos hombres en el segundo plano de este cartón, que serían prácticamente imposibles de llevar a tapiz. A pesar de ello, el cuadro es la primera muestra de la brevedad de la diversión y la alegría de los niños, ideal constante en la obra de Goya. Otro de los cuadros con alusión a la niñez es Muchachos cogiendo fruta, fuertemente relacionado con otro cuadro de una serie posterior, Niños trepando a un árbol. El cartón incluye una metáfora relacionada con el estado de la fruta: si está madura, se obtendrá una gran satisfacción sensual; si está podrida, el esfuerzo habrá sido en vano. Esta alegoría fue expresada por Diego de Torres Villarroel en La fortuna varia y loca.
Los majos son habituales en el arte goyesco. La maja y los embozados es la más fiel representación —y tal vez un homenaje— al modo de ser y vivir de los majos, quienes pocos meses atrás habían protagonizado una revuelta en contra de la prohibición de la capa y el sombrero de ala.
El afrancesamiento en España es patente tras la llegada de los Borbones. Es posible que los precedentes de los pintores neoclásicos hayan influido a Goya en su segunda serie. El quitasol muestra a una joven ataviada al modo español pero con peinado a la moda gala. Es posible, también. que se trate de una maja, pero la hipótesis más aceptada reconoce a una joven mujer en la cima de la belleza, a los quince años de edad y cuando comienzan al plantearse el matrimonio. El mismo acercamiento al arte francés se constata en otra obra clásica de los cartones, La gallina ciega.

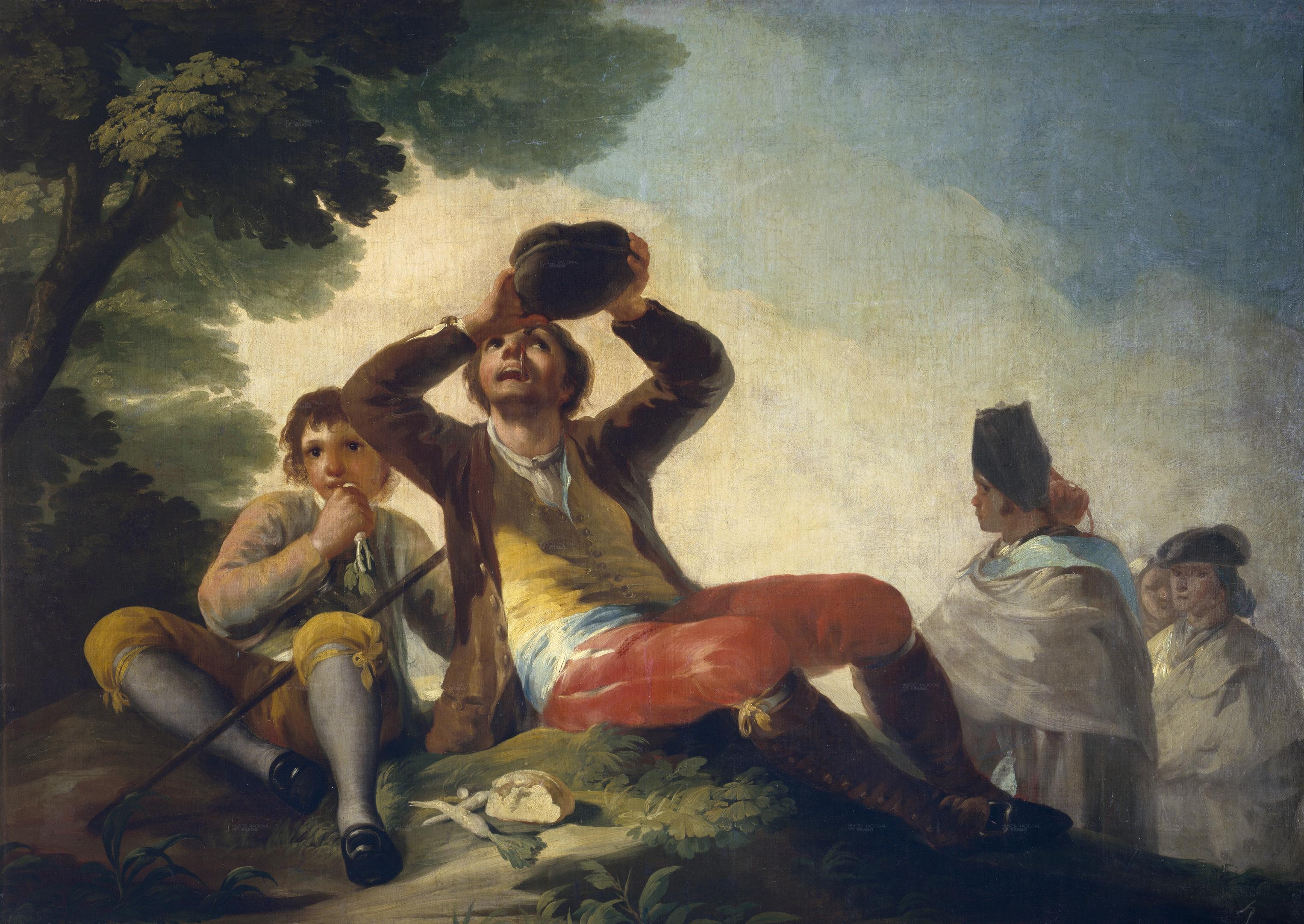
El bebedor. Es una muestra del esquema piramidal unánimemente aclamado en la época de Goya. Es una de las escenas más campechanas y populacheras de los cartones.

A pesar de que el aragonés ha pintado solo temas alegres para los palacios reales, en sus últimas series de cartones se puede adivinar el verismo que usará en cuadros posteriores, como La carga de los mamelucos o Los fusilamientos en la montaña del Príncipe Pío. La nevada abandona por completo el tema de las diversiones campestres y muestra a unos campesinos sufriendo las inclemencias del invierno. De ese mismo año data El albañil herido, que hace referencia al dolor y sufrimiento de la clase baja, pero a la vez alude a un decreto publicado por el rey protegiendo a los artesanos de las desgracias que pudiesen ocurrirles.
Dos de sus últimos cartones —La boda y El pelele— ponen de manifiesto el carácter satírico del autor. La primera es una mordaz crítica a los matrimonios concertados. en una aldea se celebra el connubio entre una bella joven y un hombre entrado en años, con cara simiesca. Puede incluso tratarse de un precedente de Los caprichos. Mientras que en El pelele, un cuadro de índole campestre, las mujeres se divierten jugando con el muñeco que representa a un hombre. En el boceto se mostraba al hombre con la cabeza alta y caída al final, como una víctima desamparada. En fin, es un juego simbólico lleno de maldad que podría aludir, como Las gigantillas, al cambio de ministros en la España de la época.

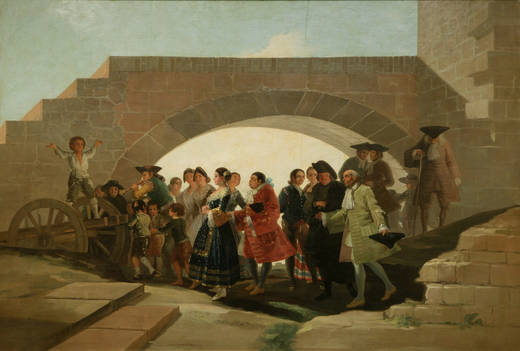
La boda (1792).

#### Estilo

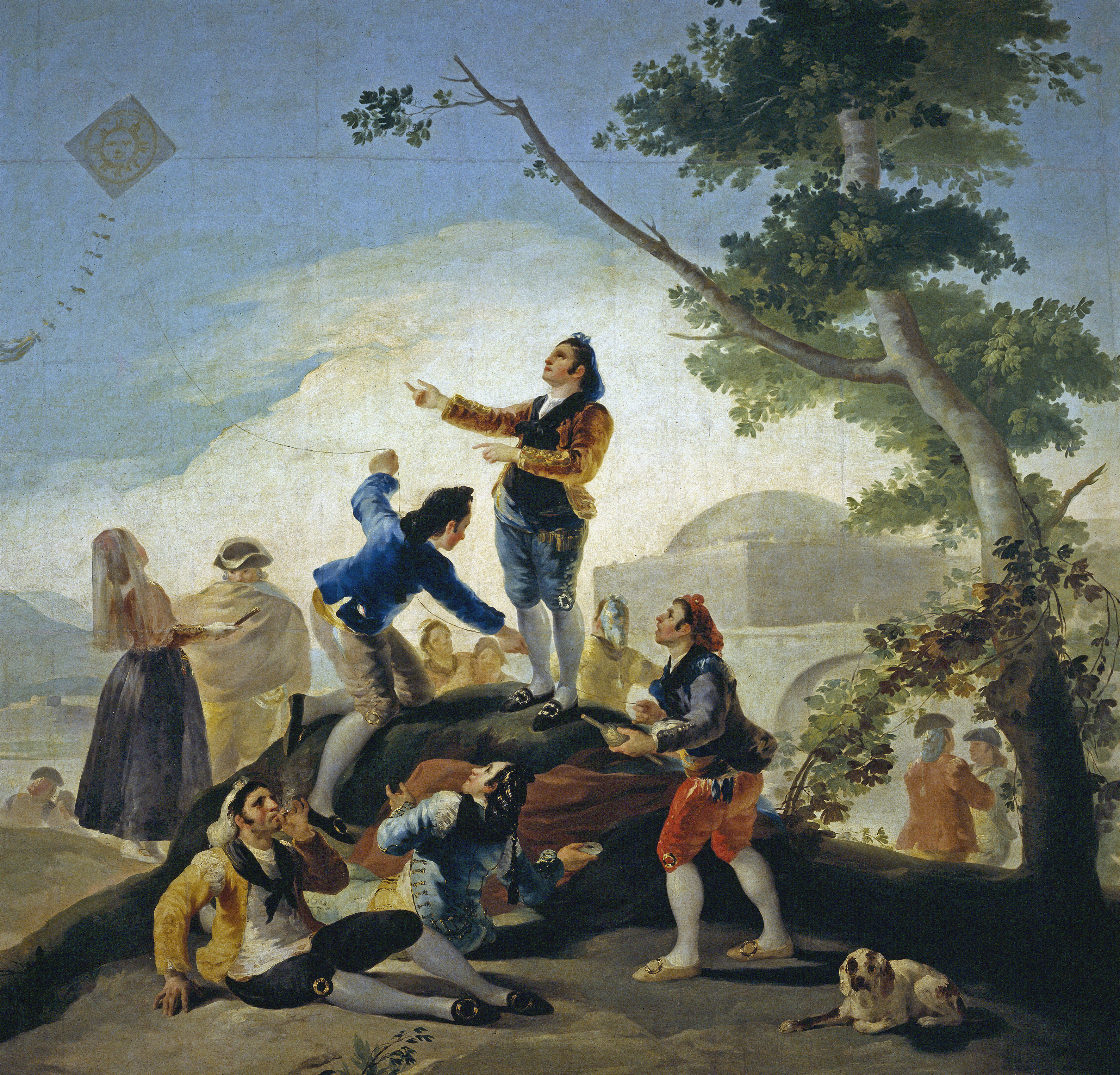
La cometa.

El estilo de los cartones de Goya refleja muchas veces sus aspiraciones y pretensiones de obtener una categoría social más alta. El nuevo estilo de los cartones puede apreciarse a partir de 1786, cuando Goya retorna a la fábrica convertido ya en un artista reputado y con un alto nivel social. La factura academicista, casi neoclásica, de Amiconi y Tiepolo influye fuertemente al aragonés, especialmente en la serie de las cuatro estaciones.
Tras ser nombrado como pintor de cámara por Carlos IV en 1789, Goya obtiene aún más prestigio, que se verá reflejado en su arte. En esos años culmina La pradera de san Isidro. A pesar de ser un marco apropiado para insinuaciones de tipo sexual, el pintor rehúye hacerlo pues se destinaría el cartón al dormitorio de las pequeñas infantas. Del mismo modo, la naturaleza alegórica y metafórica de sus obras de este período provoca que la última serie de cartones esté más inclinada a la locura humana que a otros detalles propios del gusto real.

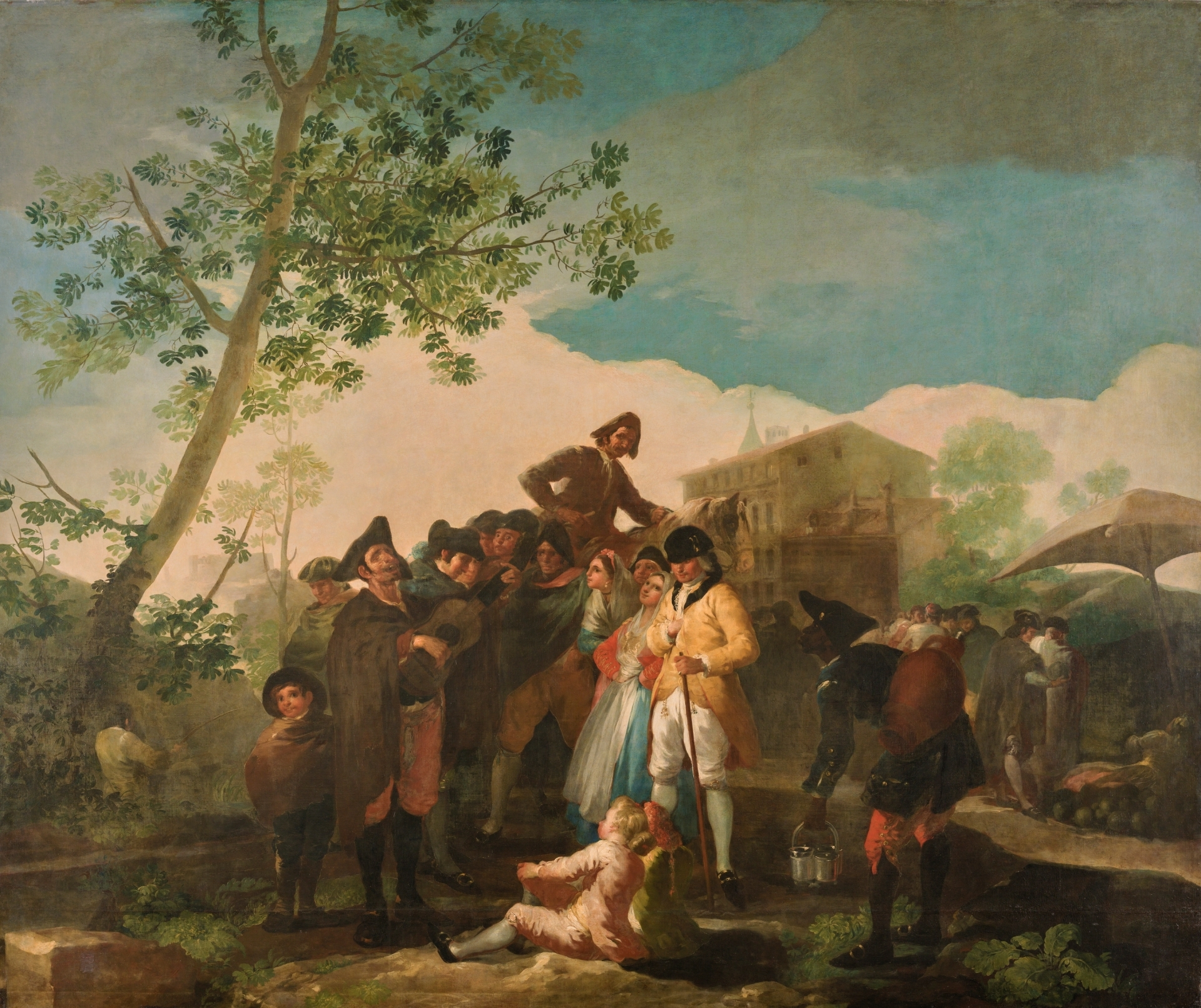
El ciego de la guitarra.

Como ya se ha visto, los cartones de Goya muchas veces recurren a representar la vida popular en Madrid, y también muestran el paulatino afrancesamiento de la ciudad, al ataviarse y adoptar costumbres del vecino país. A pesar del fortísimo rechazo a los galos —popularmente conocidos como «gabachos», hasta hoy en día—, los españoles, no solo los madrileños, aceptaron incluso a un gobernante francés en el albor del siglo XVIII. Pero el delicado equilibrio que se establecería en la segunda mitad del siglo se rompería definitivamente en la Guerra de la Independencia, con lo que cobraría fuerza el ideal romántico de la búsqueda de una identidad nacional propia.
Glendinning señala que muchas de las primeras composiciones de Goya recurren a un esquema piramidal, como La cometa, El bebedor y El ciego de la guitarra. Admirador fiel de Velázquez, el aragonés usa una pincelada fuerte y decisiva que muchas veces provocó problemas a los tejedores. Acentuados los detalles de luz, el maestro dejaba de lado las sombras y rompía el equilibrio existente entre los dos elementos más importantes de la composición pictórica. Se sabe que el modo de trabajar de Goya impidió la realización de una primera versión de El ciego de la guitarra, por lo que el pintor fue obligado a sustituir un hombre con carro por un árbol inclinado y un pescador. Lo mismo sucedió tres años atrás con Partida de caza, donde Goya debió cambiar radicalmente la ubicación y el color de chaqueta del cazador en primer plano.

#### Influencias

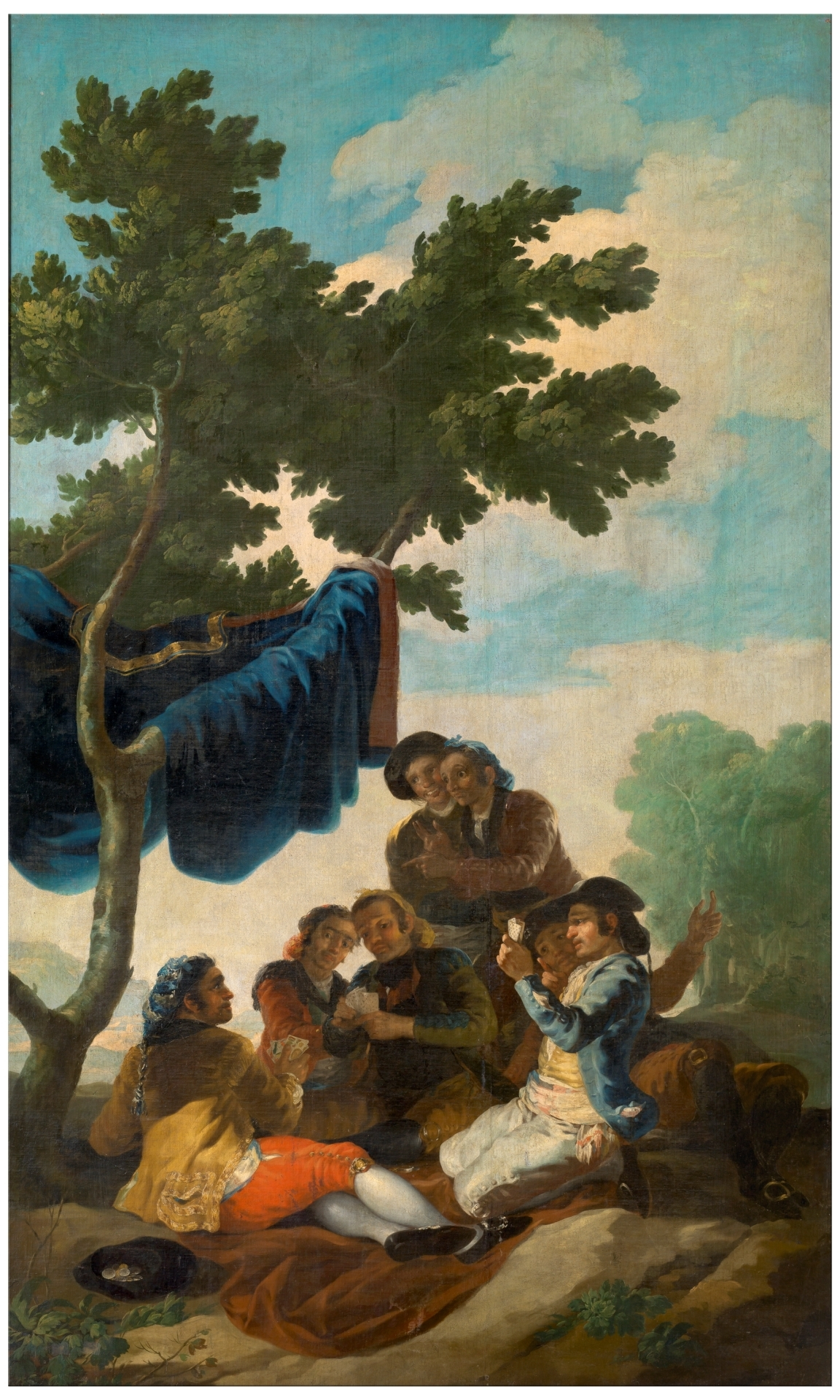
Jugadores de naipes.

En sus primeros años, Goya había sido alumno del maestro José Luzán, uno de los más reputados pintores en su natal Zaragoza. A pesar de que no pueden encontrarse muchas referencias a este artista en sus cuadros, una de las más notorias está en La pradera de San Isidro.
El arte italiano, que Goya había podido estudiar durante su viaje en 1771, dejó su impronta en algunos de los tapices. Tomlinson (1993) señala que las obras de los dos máximos pintores italianos de la época, Tiepolo y Amiconi, pudieron inspirar varios cartones de Goya. La rigidez academicista, usada especialmente en temas mitológicos e históricos —como las obras tiepolescas—, fue combinada con el delicado y fino arte rococó para que pudiesen dar lugar a algunos de los más célebres cartones de Goya. También el barroco italiano ejerce influjo sobre Goya, en obras como El cazador con sus perros y Pastor tocando la dulzaina. Ambos se relacionan con algunos dibujos de grabadores italianos que Goya pudo haber conocido en su travesía por Italia. Caravaggio pintó Jugadores de cartas, cuyo esquema y tonalidades reproduce Goya en Los jugadores de naipes.
El rococó es el estilo de todos los cartones de Goya a excepción de La nevada, El albañil herido, Los pobres en la fuente y sus respectivos bocetos. El pintor tomaba una paleta de tonos cálidos y reforzada por toques de empaste, estilo que brindó a Goya la posibilidad de crear su propio esquema piramidal. Así, colocaba a los personajes principales en primer plano, a los seres ambientales tras un montículo y en el fondo un bien trabajado paisaje. Los rasgos principales del rococó que se pueden admirar en Goya son: vivacidad, inmediatez, curiosidad, cromatismo de suaves rosas, texturas de gasa en las faldas de las mujeres, un paisaje de fondo luminoso, etc.

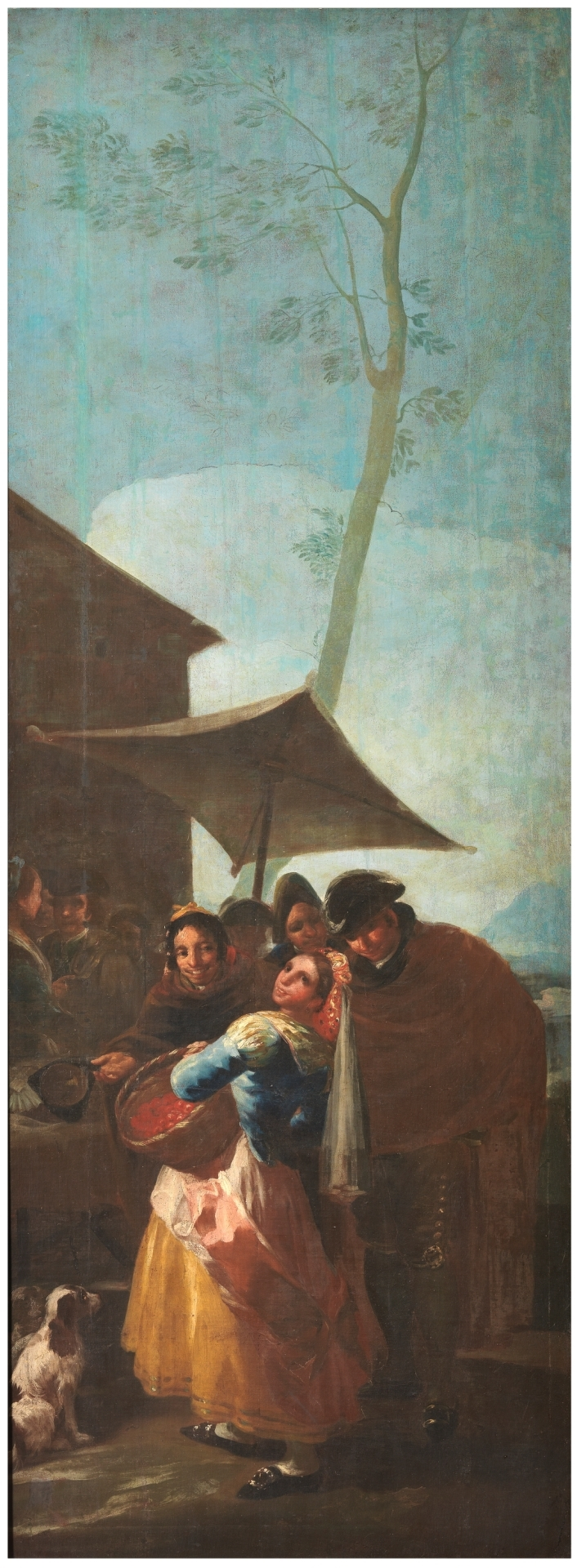
La acerolera.

El quitasol es la obra que más relación guarda con la pintura francesa. Tomlinson y Baticle señalan como prototipo del cuadro las obras El concierto, de Boucher, y el grabado Près de vous belle Iris de Lancret, por Horthmals, del que se conserva una estampa en el Palacio Real de Madrid que pudo haber estudiado Goya. Otras factibles hipótesis señalan como influencia El hallazgo de Moisés, de Charles de La Fosse y La caza del jabalí, fina alegoría de la Europa por Joseph Parrocel; en ambos aparece el detalle de la sombrilla. Por otra parte, el francés Jean Ranc fue pintor de la corte de Felipe V, pero antes de ir a España realizó Vertumno y Pomona (Musée Fabre de Montpellier), que Goya debió de haber conocido a través de una estampa. El gusto por Ranc en la corte debió acicatear al aragonés para realizar El quitasol.
Otros cuadros de Goya pudieron inspirarse en Cartas de amor, de Fragonard; y Mujeres en la fuente, de Michel-Ange Houasse. Este último se conserva en las colecciones reales del Palacio de Oriente. Es altamente probable que haya sido visto por Goya, quien lo tomaría de ejemplo para Las mozas del cántaro.
La literatura de la época importó mucho a Goya al momento de realizar algunas de sus piezas. La feria de Madrid y La merienda son ilustraciones de sainetes de Ramón de la Cruz, reconocido comediógrafo. Leandro Fernández de Moratín, amigo de Goya, estaba interesado en el tema del matrimonio desigual que representa La boda. Finalmente, El resguardo de tabacos trata un asunto que gustaba a Francisco de Quevedo y al conde de Villamediana, quienes compusieron sendos sonetos al respecto. Incluso existe un paralelismo con el muy usado tema del lazarillo, en El bebedor.
El columpio y La novillada podrían representar un pasaje escrito por Nicolás Fernández de Moratín, padre de Leandro, en su clandestino poema Arte de las putas:

Huya el diestro costumbre tan maldita
dé siempre el hurgonazo de pasada
a Cándido incitando, el gran torero
qué, por la pronta, es limpia su estocada
Arte de las putas (II, 135-138)

Acerca del mayor cuadro de la última serie, La boda, Bozal explica la particular transición del rococó que impregnaba la mayoría de los cartones a un acentuado neoclasicismo, que Goya llevará a la cumbre en los albores del siglo XIX. El pintor ya había intentado llevar su arte del rococó al neoclásico, como evidencia La ermita de San Isidro.

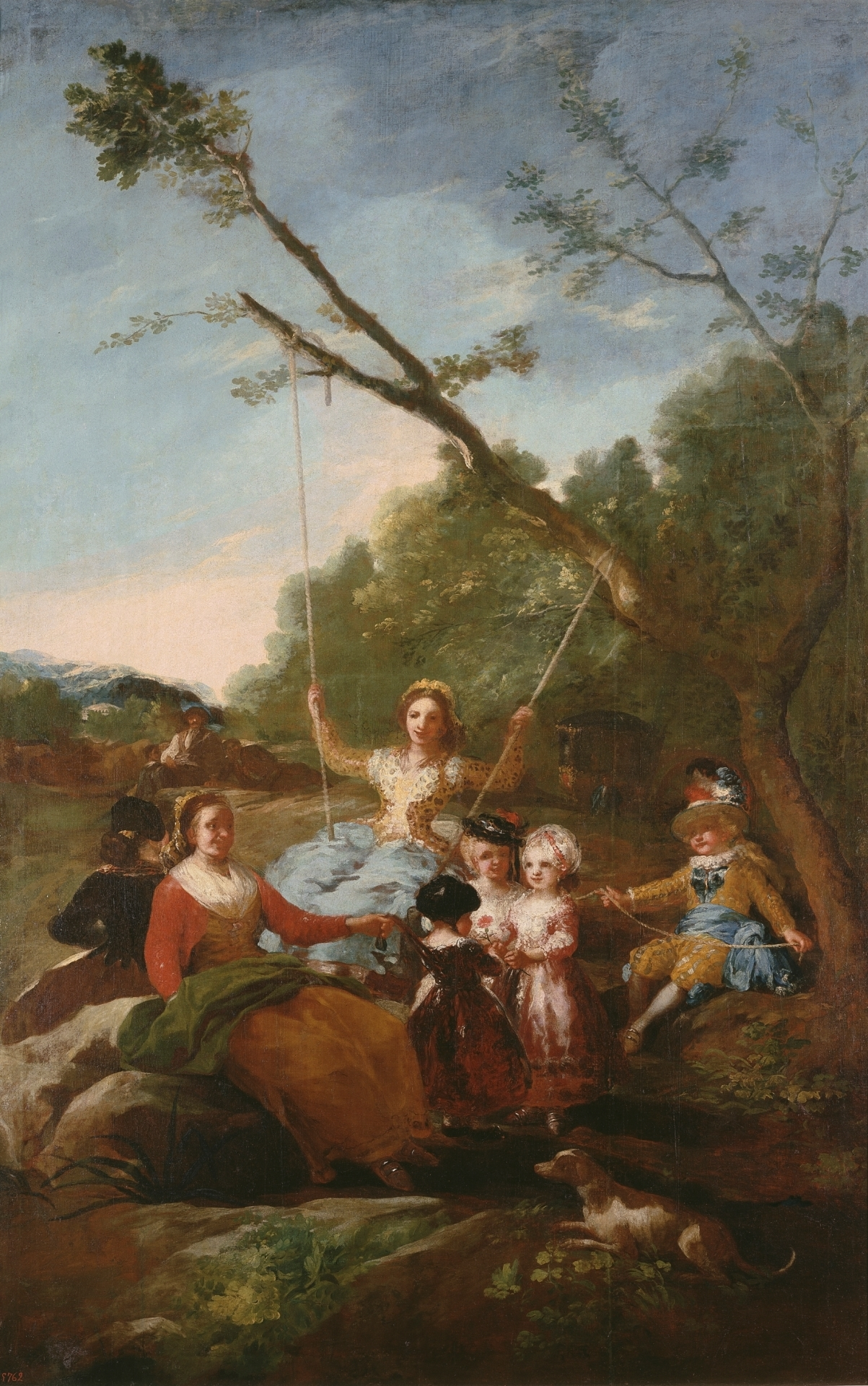
El columpio.

En La caza de la codorniz, como en todos los cuadros de la primera y algunos de la segunda, se revela la huella de Mengs —composición piramidal— y Bayeu —colores vivos y figuras naturalistas—, quien dirigía las obras de Goya. Algunos cartonistas de la corte, como José del Castillo, influencian simultáneamente estas primeras obras.
William Hogarth fue un pintor inglés caracterizado por sus firmes representaciones de la infancia, modelos repetidos por Goya en El ciego de la guitarra. Es la única evocación de la pintura inglesa hallada en sus cartones. Los leñadores y El majo de la guitarra responden a obras similares de Zacarías González Velázquez y Ramón Bayeu, aunque este último demostró una superioridad mayor a la de Goya en su composición.
La impronta de Bartolomé Esteban Murillo y otros exponentes del arte barroco en España es clara en pinturas como Muchachos cogiendo fruta y Muchachos trepando a un árbol. Murillo realizó varias veces composiciones donde realzaba el papel de los niños jugando a coger fruta.
La figura egregia de Diego Rodríguez de Silva y Velázquez, de quien Goya habría podido estudiar algunos trabajos en propiedad de la Casa Real, es la más fuerte influencia del arte español en sus cartones, sobre todo en la técnica. Ello admira Jovellanos en su amigo el pintor. El influjo del maestro sevillano se reforzó después del periodo que el aragonés pasó junto al infante Luis. Goya puede servirse de raudas pinceladas para dar vida al cuadro, a través de un magnífico efecto abstracto.
En casi todos los cartones de la tercera y cuarta serie Goya aplica una técnica con fuertes coloridos y un gran foco de luz ubicado en el centro de la pintura, como hiciera Velázquez en sus años mozos. El río de El resguardo de tabacos usa una pincelada idéntica a la que solía emplear el sevillano, mientras que los bodegones y lozas de El cacharrero subyacen un homenaje al pintor y a su Cristo en casa de Marta y María.
Por otra parte, el retrato que aparece en segundo plano de La feria de Madrid evoca a una factura velazqueña indudable, y la distribución de figuras, así como tonalidades parduscas, de Juego de pelota a pala, recuerdan una vez más al maestro de Sevilla.
La única influencia de arte extranjero, además del francés y británico, que puede encontrarse en estas obras goyescas es la de Rembrandt. El holandés, como decía Goya, era «su maestro», junto a Velázquez y a la naturaleza. Las tonalidades vivas y el efecto de mancha que producen en el espectador El columpio son una implícita referencia al arte de Rembrandt.

#### Referencias en obras posteriores de Goya

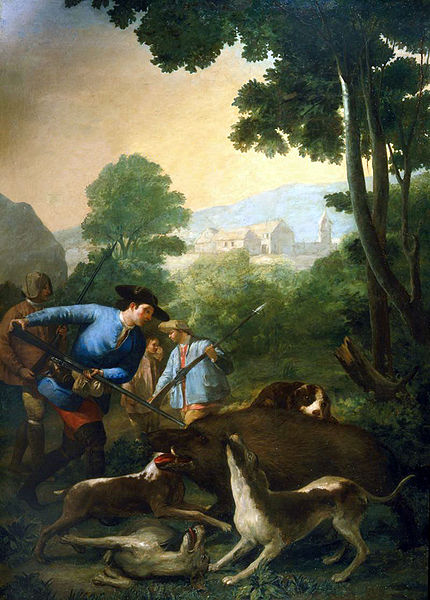
La caza del jabalí.

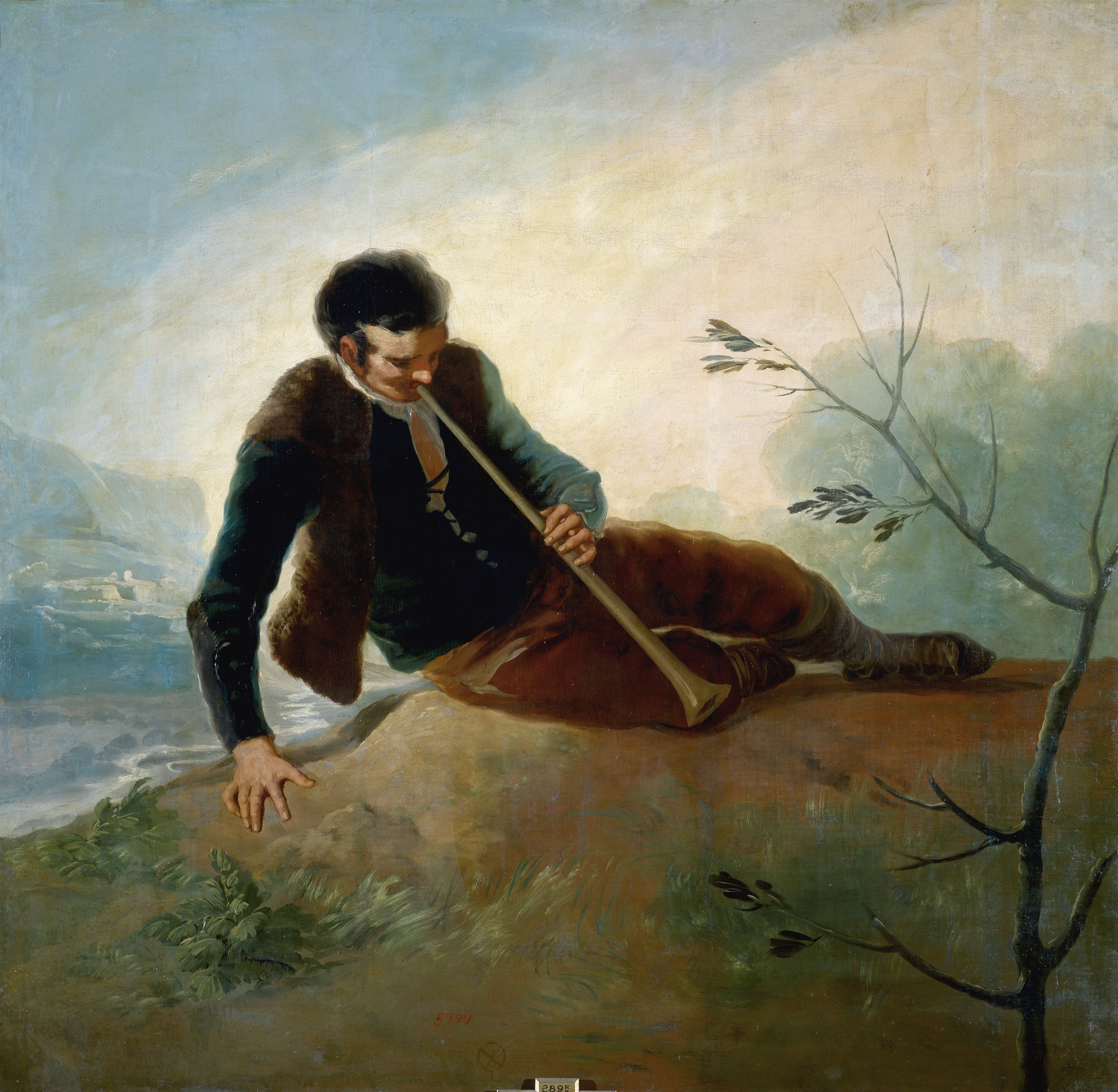
Pastor tocando la dulzaina.

#### Primera serie (1775)

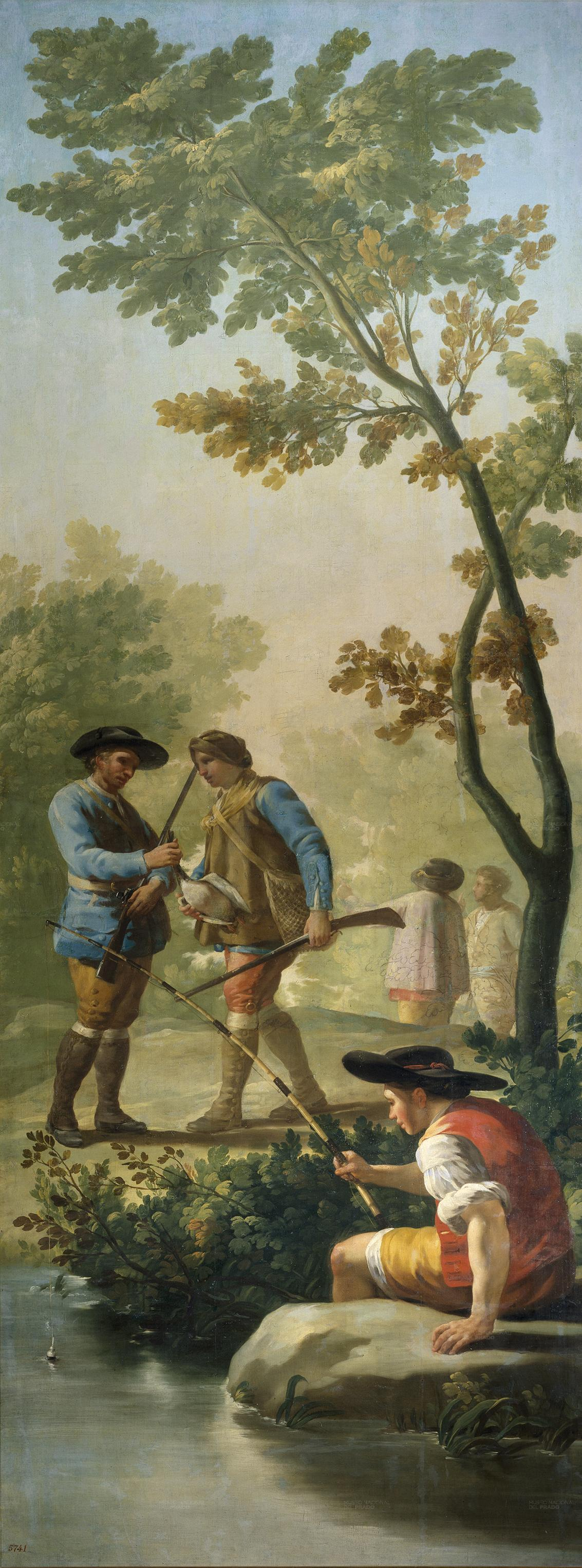
El pescador de caña.

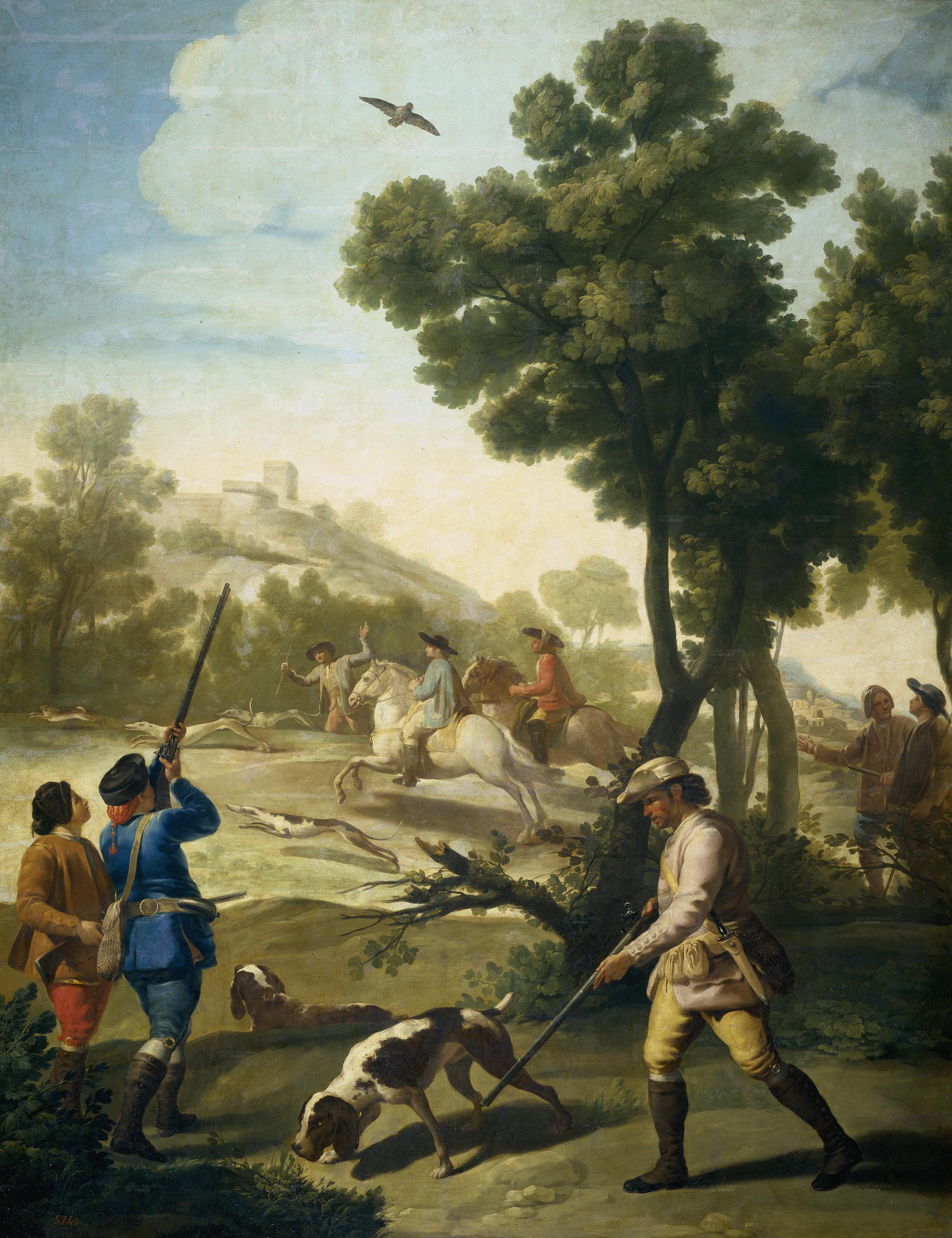
Partida de caza.

#### Segunda serie (1776-1778)

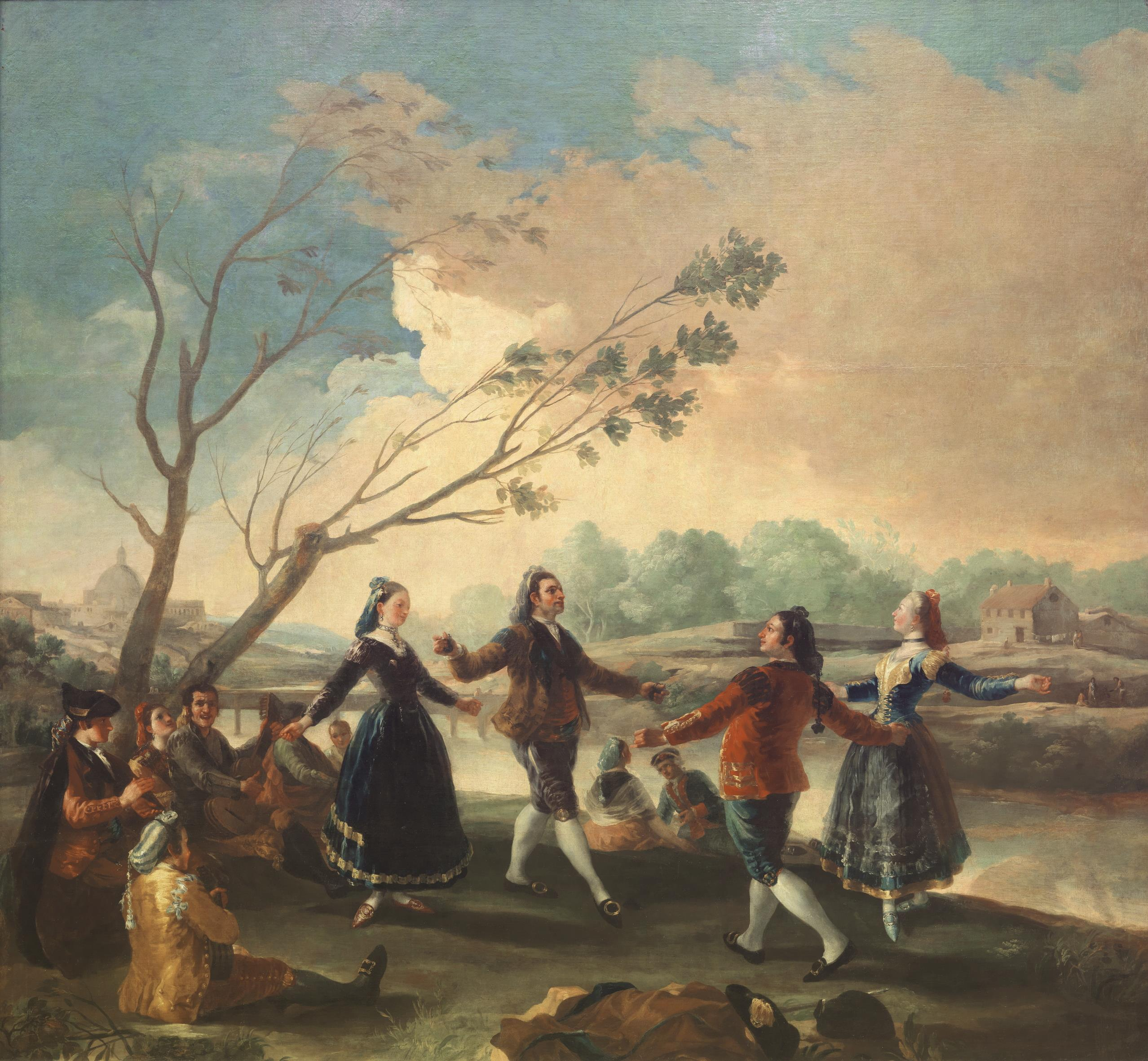
El baile de San Antonio de la Florida o Baile a orillas del Manzanares.

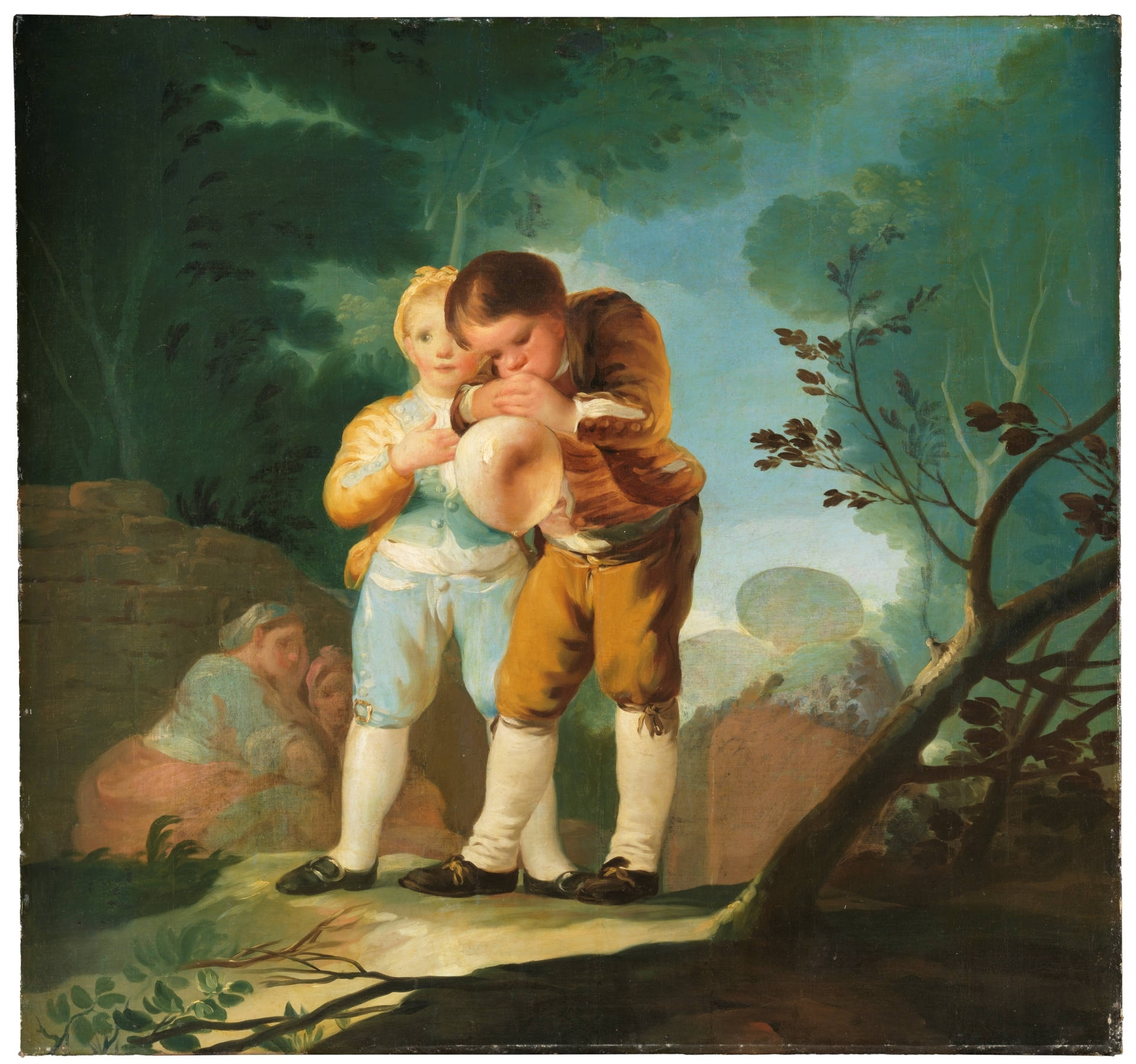
Niños inflando una vejiga.

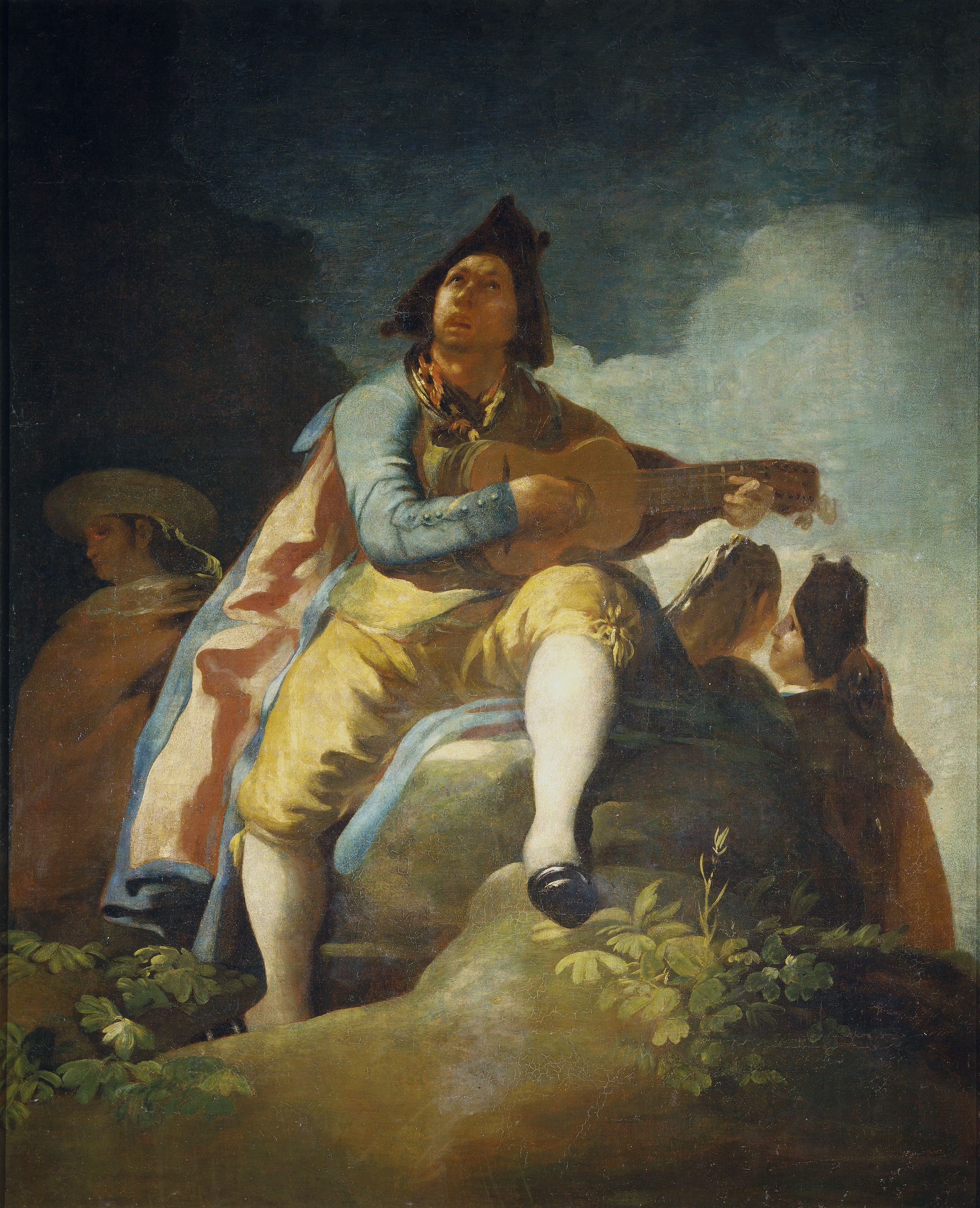
El majo de la guitarra.

#### Tercera serie (1778-1779)

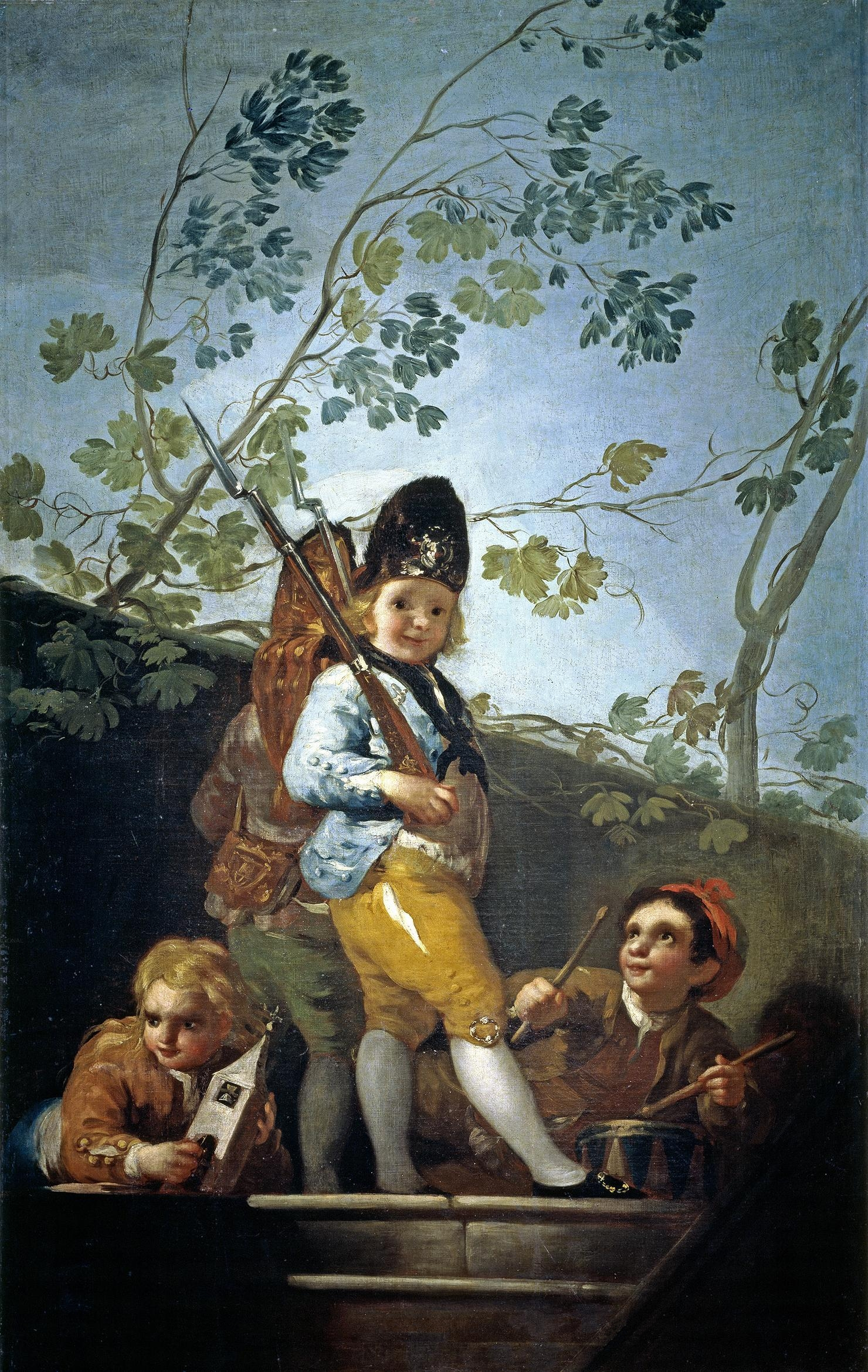
Niños jugando a soldados.

#### Cuarta serie (1779-1780)

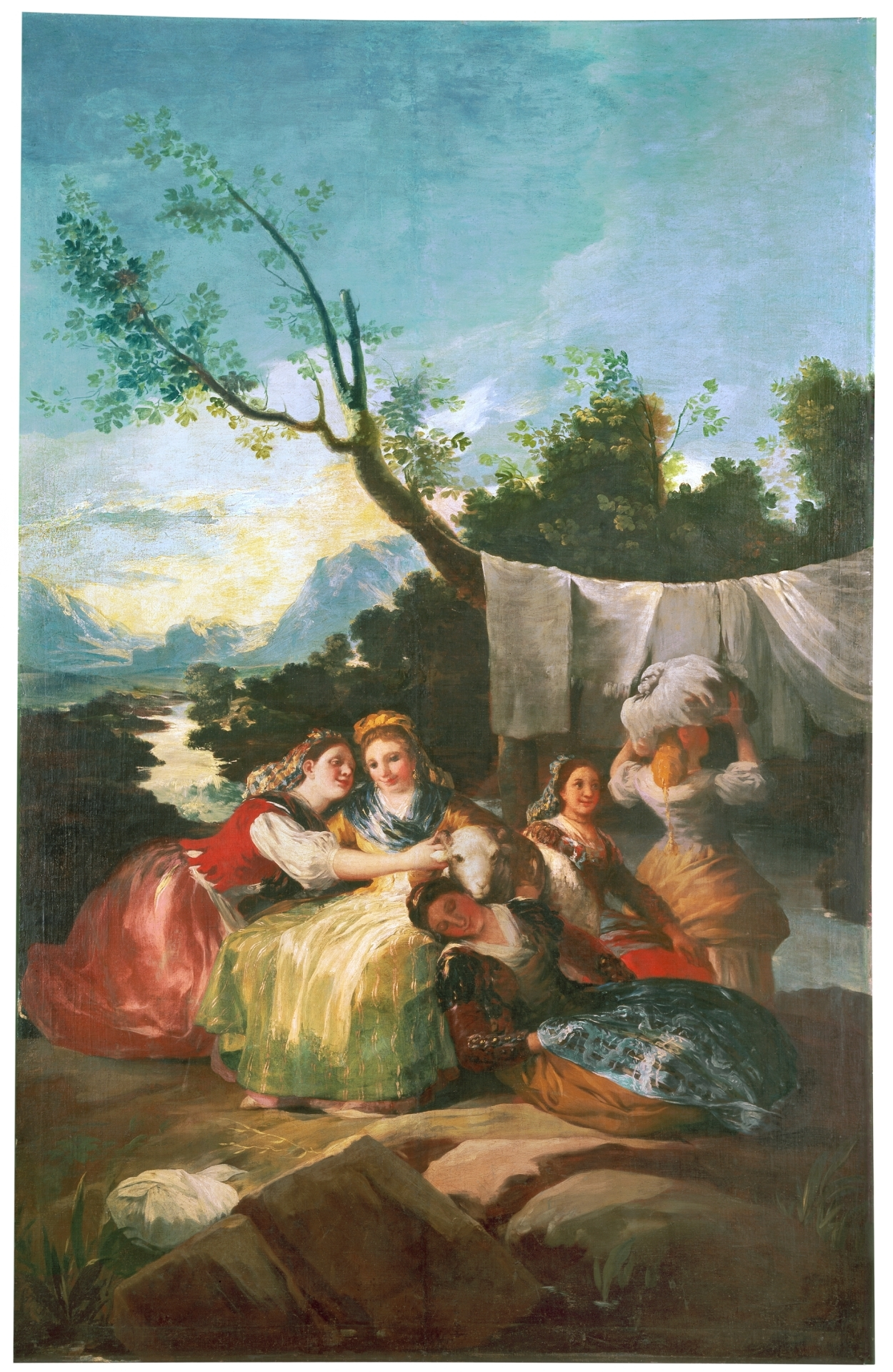
Las lavanderas, considerada el arquetipo de la feminidad en el español.

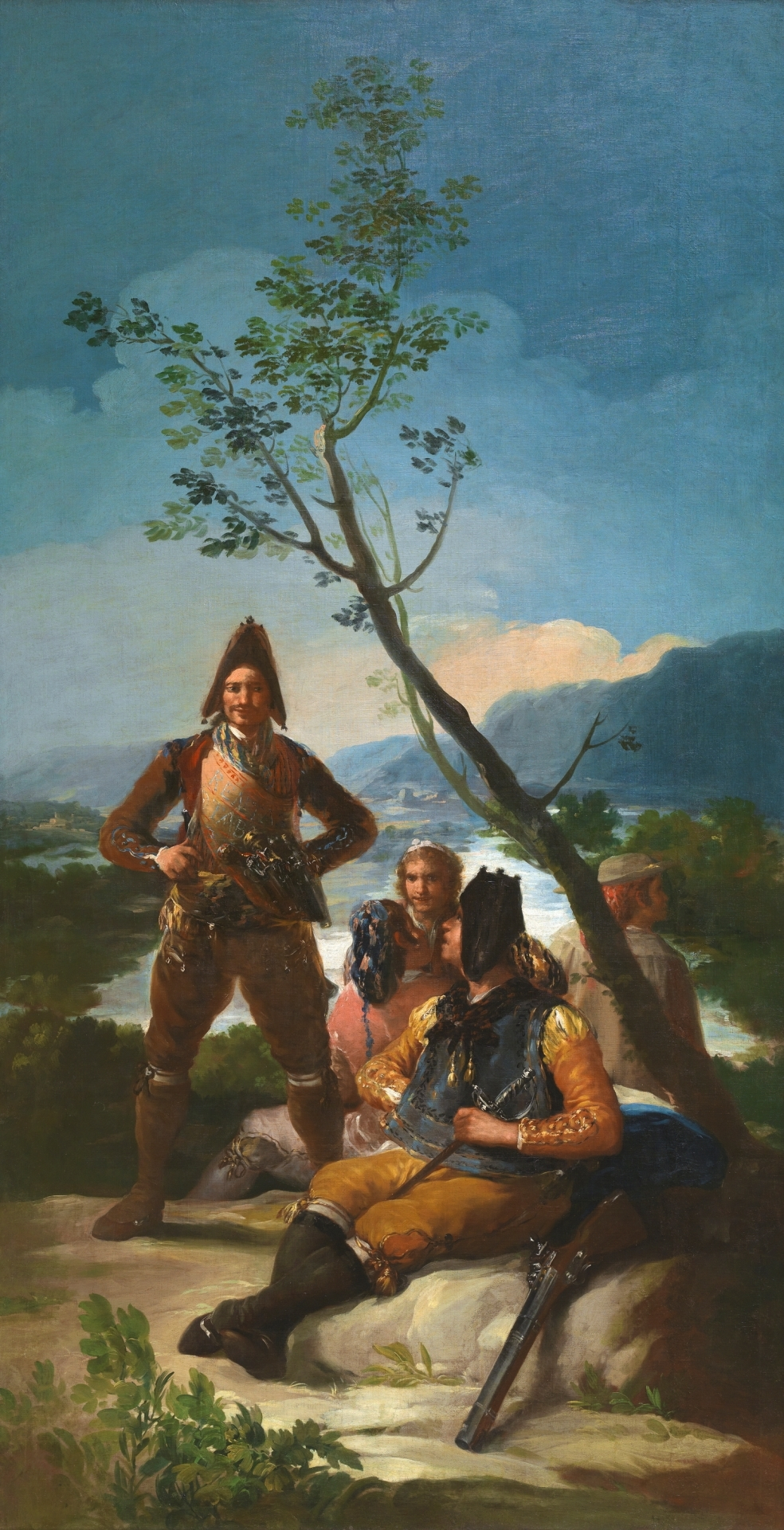
El resguardo de tabacos, donde se muestra al guardia como símbolo de masculinidad. Aquí Goya casi anticipa el impresionismo.

#### Quinta serie (1786-1787)

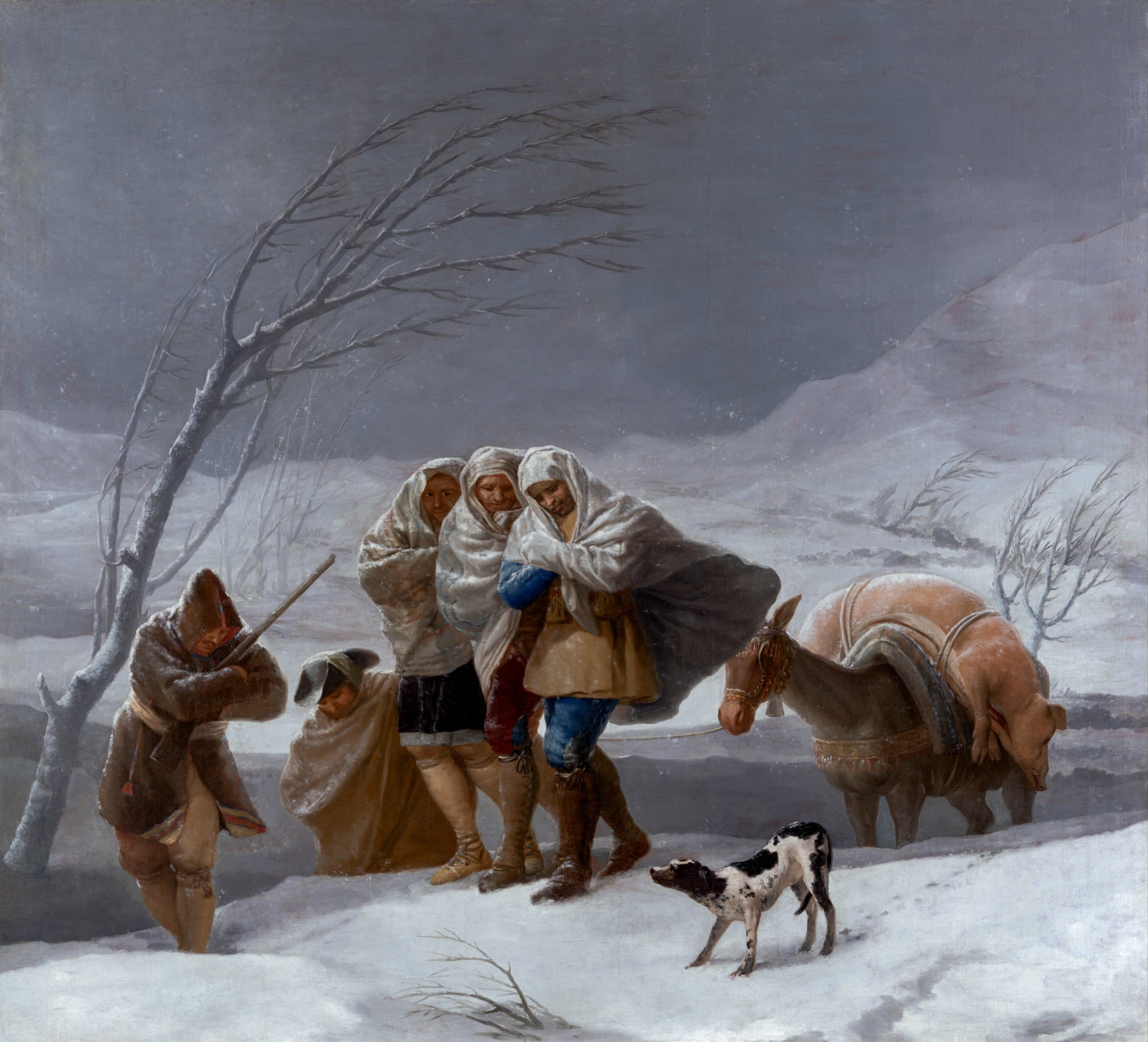
La nevada.

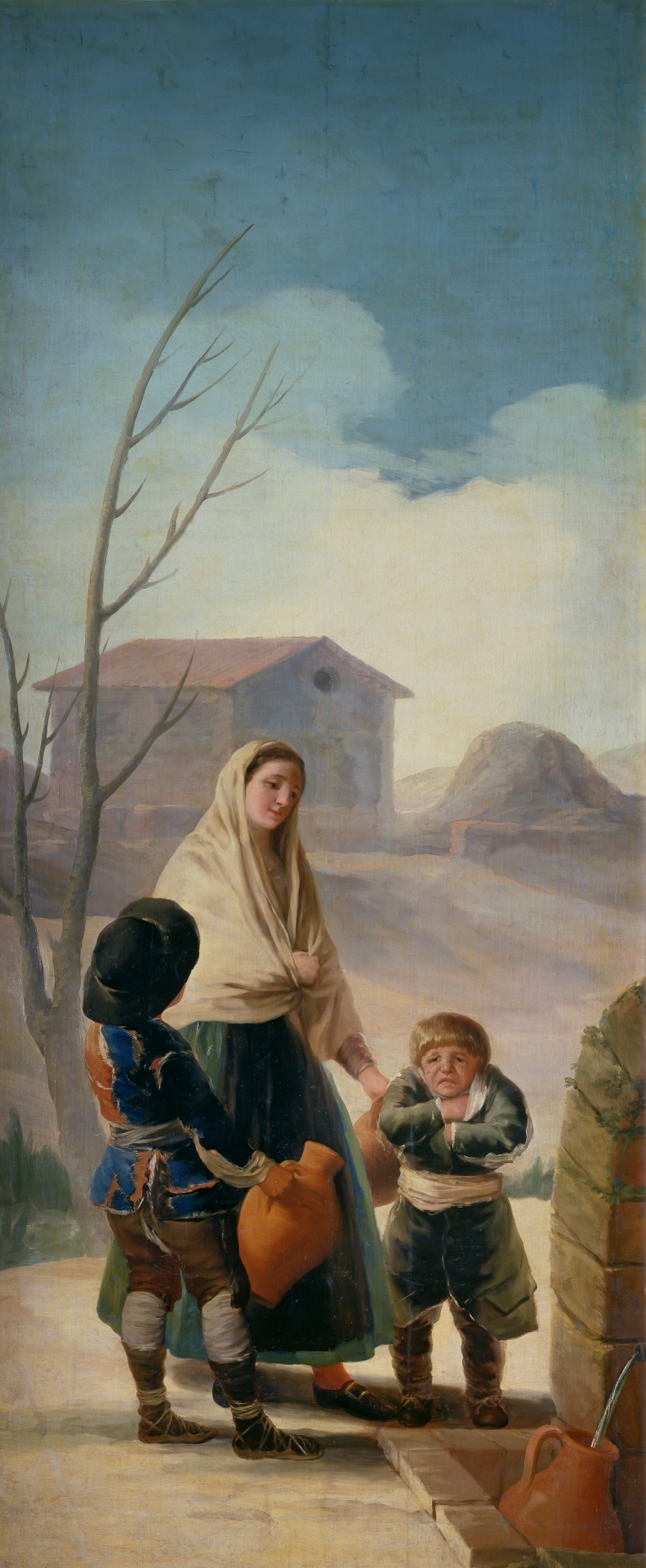
Los pobres en la fuente. Contiene la misma crudeza invernal que en La nevada. Se conserva un boceto en la Colección Carmen Thyssen-Bornemisza.

#### Sexta serie (1787-1788)

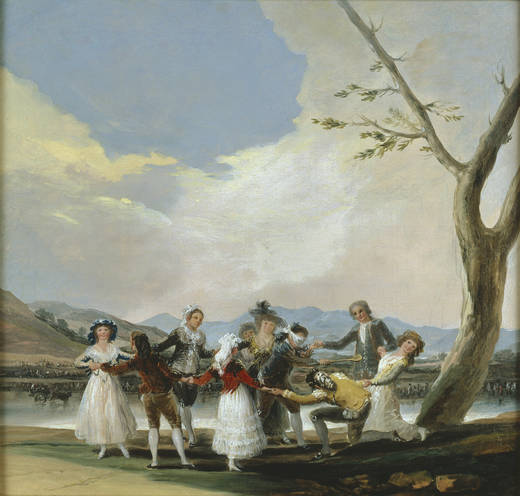
Boceto de La gallina ciega. Junto a El albañil borracho es uno de los bocetos más difundidos y logrados de los cartones goyescos.

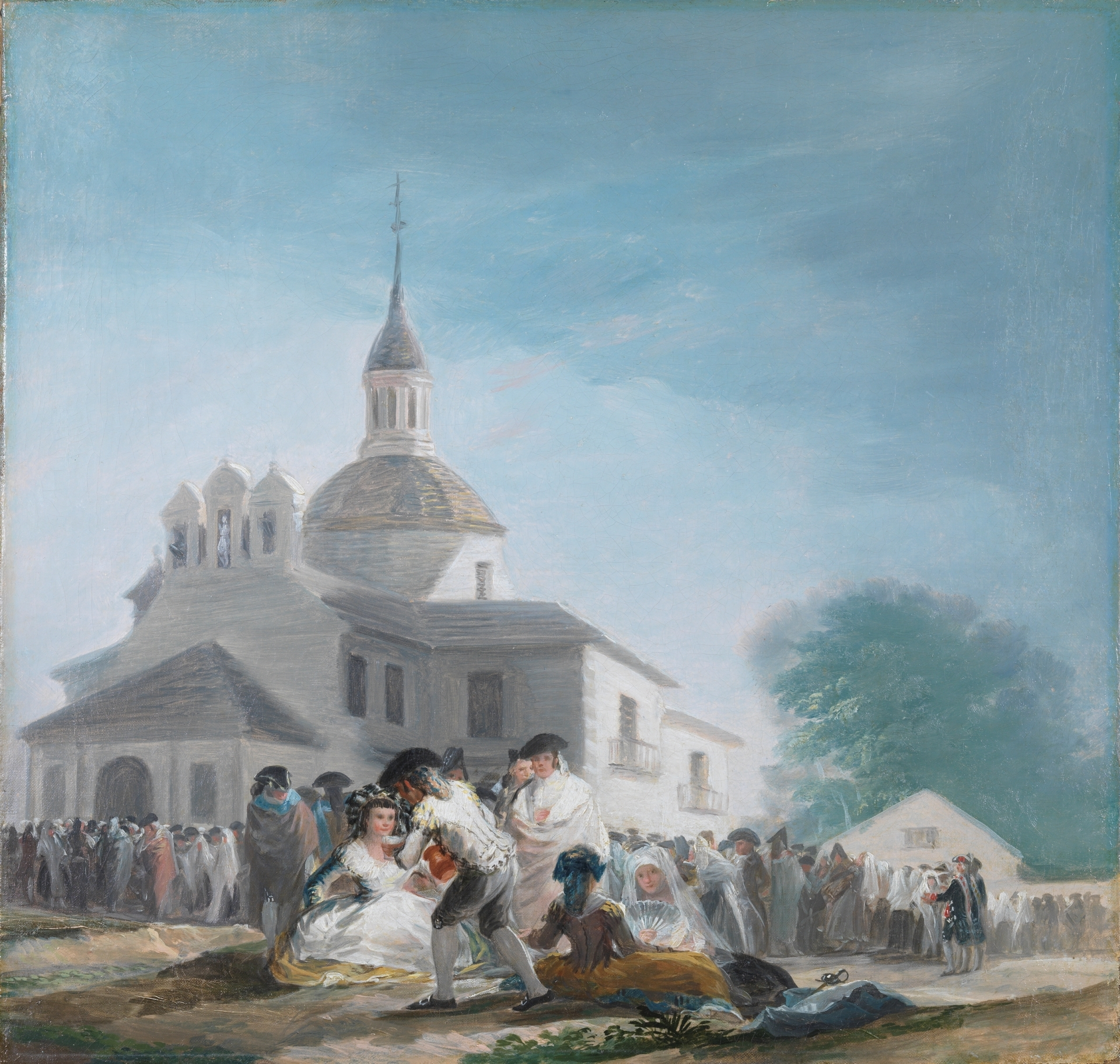
La ermita de San Isidro el día de la fiesta, cuadro que representa la iconografía popular de la verbena del día de San Isidro Labrador.

#### Séptima serie (1791-1792)

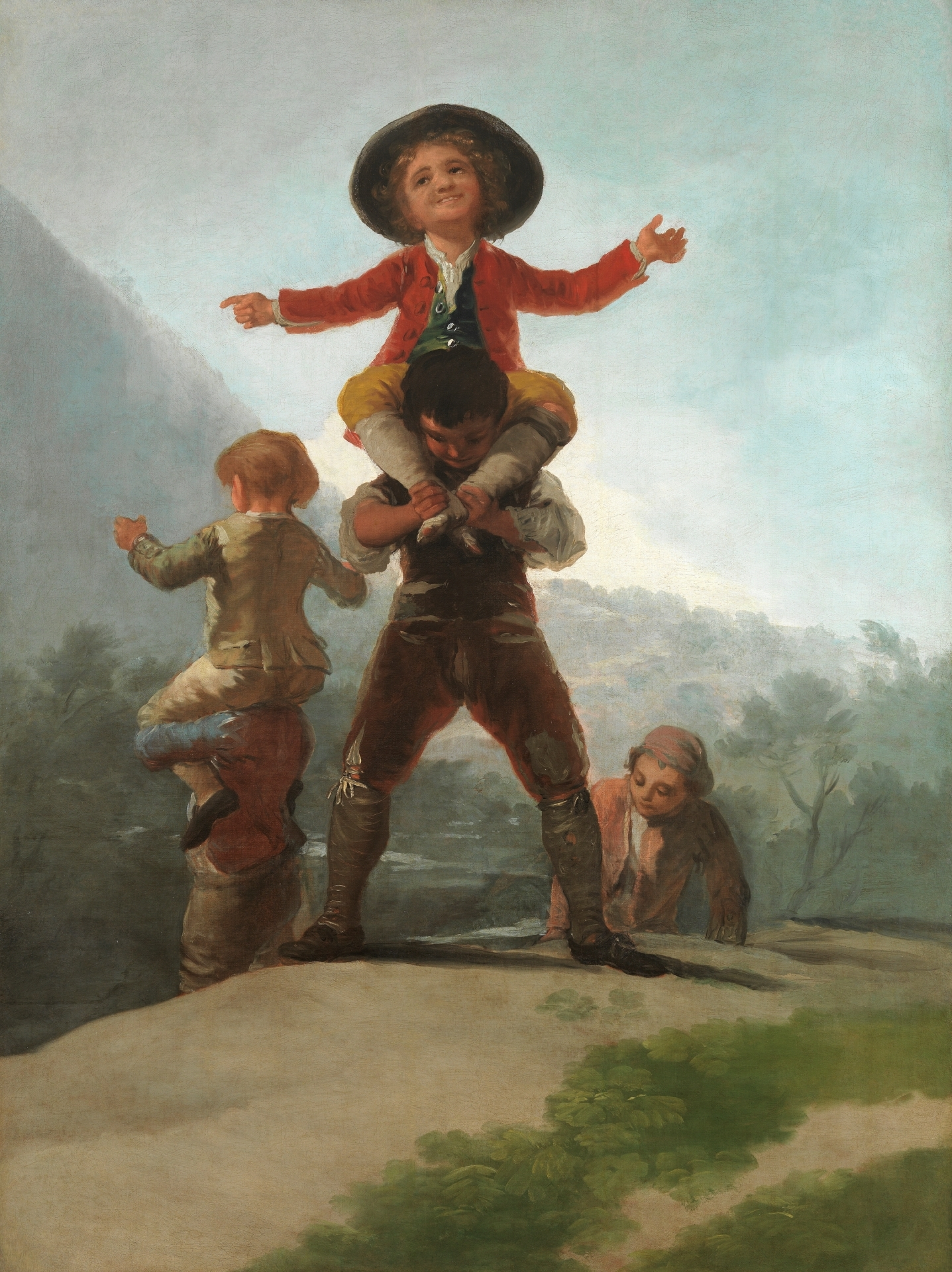
Las gigantillas.